# 逆転裁判
『逆転裁判』（ぎゃくてんさいばん、英：Ace Attorney）は、カプコンの法廷バトルアドベンチャーゲームのシリーズ名。また、同作品に関連した漫画、映画、小説、舞台なども指す。スピンオフ作品『逆転検事』シリーズと『大逆転裁判』シリーズについては当該項目を参照。主題のゲームについては『逆転裁判 (ゲーム)』、映画版については『逆転裁判 (映画)』、テレビアニメ版については『逆転裁判 〜その「真実」、異議あり!〜』を参照。

## 概要
本作品は「法廷バトル」と呼ばれるジャンルを生み出したゲームである。プレイヤーは主人公の弁護士を操作し、無実の罪に問われている被告人を裁判で無罪にすることがゲームの目的。弁護する事件は主に殺人事件である。
ゲームは移動と会話を繰り返して、次の裁判で勝つために情報や証拠品を集める「探偵パート」と、そこで得た証拠を武器に、依頼人である被告人の弁護を行う「法廷パート」に分かれている。法廷パートでは、自分の手元にある入手した情報や証拠品、または検察側から提出された証拠品とつきあわせつつ、証人たちの証言を聞き、「尋問」で証言内容と事実と食い違う部分、つまり「ムジュン（矛盾）」を探し追及するのが、本シリーズの原則となっている。また、多くのムジュン点を暴いていくことで事件の「真相」を徐々に明らかにしていき、依頼人の無罪を立証するのが最大の目的である。序盤は倒叙ミステリーであることが多い。
ゲーム内の裁判制度は現実の日本のものとは大きく異なる（劇中の年代設定は2001年発売の『1』時点で2016年）。例えば、本作品特有の裁判のシステム「序審法廷制度」が最たるものだが、他にも盗撮写真が証拠品として普通に受理されるなど異なる点が多々ある。ゲーム中、裁判長の手にある木槌は実際の日本の法廷では使われておらず、「異議あり！」の発言も、証人に向かって叫ぶのではなく、弁護士・検事が互いの質問・尋問に対して判事に申し立てるものである。しかし、本作品のように弁護人や検事でない人物が法廷に立つことは、簡易/家庭/地方裁判所で「特別弁護人」として実際に認められている。
2024年12月31日時点での、国内外におけるシリーズ累計販売本数は1300万本。

## ゲームシステム
ゲームは複数の独立したエピソードで構成されており、各エピソードは主に「探偵パート」と「法廷パート」の2種類の章で構成されている。プレイヤーは両方のパートを交互に進行させて、事件の真相を明らかにしていく。1つのエピソードをクリアすると、次のエピソードをプレイできるようになる。

### 探偵パート
様々な人物から情報を手に入れたり、事件現場を調査して証拠品を集めるなどの行動を繰り返し、次の裁判に必要な手がかりを集めることが目的のパート。必要となる全ての証拠品および情報を得なければ次の法廷パートへ進むことができないため、「探偵パートで調べ忘れをしたために法廷パートのクリアが不可能になる」という、いわゆる「手詰まり」の状態は発生しないようになっている。
調べる
カーソルを動かし選択したものを調べるコマンド。事件に関係ないものでも調べることができ、調べたものに応じてその場にいる人物の会話を聞けることがある。調べて証拠品を法廷記録にファイルした場所を再び調べると人物の会話が変化することがある。カーソルはGBA版では手の形で、調べられるものを示すと人差し指が動く。DS版では十字と四角の形で、調べられるものを示すと画面の右下斜めに「調べる」パネルが表示される。場所によっては画面が分割されている場合もあり、視点を動かすことで調べる範囲が広がる。PS4版、Switch版、Xbox版、Steam版『123』では虫眼鏡で調べる場所が青から黄になり、一度調べた場所に赤チェックが付くようになる。『5』以降は視点移動が立体的に行えるようになったが、『5』では殺人現場の一部の場所だけ「調べる」が可能で『5』以降一度調べた場所は赤チェックが付くようになった。『大逆転裁判』では留置所においてのみ「調べる」が不可能。
移動する
別の場所に移動するコマンド。移動できる範囲は物語進行に応じ増えていく。ある場所を経由しないと目的地にたどり着けないこともある。エピソードごとに移動できる場所は決まっており、1つのエピソードの間で行ける範囲は限られている。
話す
目の前の人物と会話し、事件の情報を集められるコマンド。一度話した話には赤チェックが付き、証拠品を「つきつける」ことで新しい話題が追加される場合がある。
PS4版、Switch版、Xbox版、Steam版『123』では一度話した話には青チェックが付くようになる。
つきつける
法廷記録にファイルしてある証拠品ファイルと人物ファイルを近くにいる人物につきつけるコマンド。つきつけることで新たな情報を得られたり、会話できる項目が増えることがある。中には事件と全く関係ない掛け合いが発生する場合もある。全ての証拠品に個別の会話があるわけではなく、つきつける人物にもよるが、多くの証拠品は「特に話せることがない」という内容の汎用会話が用意されている。『2』『3』のみ「人物ファイル」をつきつけることが可能で、つきつけた人物についての話を聞ける。
カガク捜査
『蘇る』『4』『5』『6』『検事2』に登場。DS、3DSのタッチスクリーンを利用したシステム。主に探偵パートで行うが、法廷パートで発生することもある。なお、タッチペンが存在しない携帯アプリ版『蘇る』では操作は簡略化されている（3Dで変更できる視点が決まっている、指紋採取で粉をまいて吹き飛ばすまでなどの一連の操作が自動で行われる）。
3D証拠品
証拠品が3Dで表示され、X軸回し・Y軸回し・拡大縮小の操作で、色々な角度から証拠品を調べることができる。
ルミノール試薬
血痕に反応する薬品を証拠品ファイルで「ふきつける」を選ぶことによって使用する。DS、3DSの下画面にタッチをして血痕がある場所に薬品を吹きつけると、その場所が青白く光る。『蘇る』第5話、『4』第3話、『5』特別編、『6』第3話・第5話、『検事2』第4話で使用する。
指紋検出
タッチペンの操作で、指紋が残っていそうなところに採取粉を置き、マイクに息を吹きかけて「吹き飛ばす」ことによって指紋を検出し、その指紋と一致する人物を調べる捜査。iPhone/iPod touch版では、マイクに息を吹きかける代わりにフリック操作で払う形に変更されている。『蘇る』第5話、『4』第2話、『6』第2話・第5話、『検事2』第5話で登場。
足跡検出
『4』第2話で登場。足跡にタッチペンで石膏をまんべんなく流し込み、ドライヤーで乾かした後にインクを付けて足跡をとる。その後、指紋と同様に足跡が一致する人物を調べる。
毒物検出
『4』第4話に登場。上記の「ルミノール試薬」と同じ操作で、毒物が残っている場所がないか調査する。
X線解析装置
『4』第4話に登場。X線を使って物体を透過して調べる。断面を見ながら反応するポイントを探し、反応した場所をタッチペンでこすって固定した後、調べたい部分を再び探す。これを繰り返すことで、封筒の中身や絵の下絵を調べることができる。

サイコ・ロック（心理錠）
『2』から登場。霊力のこもった「勾玉」を相手につきつけると、その人が隠している「秘密にしておきたいこと」が「サイコ・ロック」と呼ばれる赤い錠と鎖という形で、目に見えるシステム。サイコ・ロックは基本的に、その時「勾玉」を持っている人間にしか見えない。「赤い錠の数」が隠しておきたい気持ちの強さを意味し、錠の数が多いほどその秘密を聞き出すことは困難となる。
「勾玉」をつきつけると（『4』以降は「話す」コマンドの画面に「勾玉」アイコンが表示され、それにタッチすると）尋問が開始され、相手との尋問中に正しい証拠品または人物データを提示していく。正解だと錠を壊すことができるが、不正解だとペナルティを受けてゲージが減少する。ただし、解除中にゲージが全てなくなるとほんのわずかに回復するためゲームオーバーにはならず、何度でも挑戦は可能。また、『5』以降は失敗してもゲージは減らなくなった。全ての錠を破壊すると「解除成功」となり、ゲージが最大の半分回復、相手が隠していた情報が聞けるようになる。
錠の色は基本的に赤色だが、『4』『5』では黒いサイコ・ロックが登場する。『5』での春美の解説によると、自らの意志で心を閉ざす場合は、錠は赤色になるが、心の深い部分と密接に繋がって無意識に出されるものは黒くなるとのことで、無理に解除しようとすると心を破壊してしまう可能性があるという。このために黒いサイコ・ロックは『4』『5』共に通常の方法で解除することはできない。御剣は、サイコ・ロックを「さいころ錠」と名前を誤解して呼んでいる。また『検事』シリーズでは矢張との会話でこれを思わせる台詞がある。
電波・金属探知
『2』『3』で登場。『1』にも金属探知機は登場するが、所持した状態で特定の場所へ行くと、イベントが発生するだけのもので後述するような操作は行わない。「電波」もしくは「金属」の反応がある場所にカーソルを重ねると、「ピー」という音がなり、カーソルが赤色に変化（DS版では「CHECK」の文字が点灯し）、その場所やものを調べることができる。「電波探知器」や「金属探知機」は電波発生源や金属のある場所には全て反応するが、目的外の場所やものを調べてもペナルティは発生しない。『検事2』では糸鋸の七つ道具の1つとして「金属探知機」が登場して金属探知機を持った糸鋸を操作する。画面左上にあるメーターが激しく揺れる場所に移動して上記と同じように調べ、目的の証拠品を発見すると調査成功となる。
みぬく
『5』『6』に登場。内容は『4』とほぼ同様で、どちらの作品も主に探偵パートで使用する。詳細は法廷パートの解説を参照。
探偵メモ
『5』『6』の探偵パートで登場。探偵パート中の「法廷記録」内に表示され、事件の概要や現在までにとった行動、次の目標などを確認できる。

### 法廷パート
「探偵パート」で得た証拠品や情報をもとに証人の証言の「ウソ」や「ムジュン」を「尋問」で暴き、被告人を弁護するパート。「尋問」では、証言を十字ボタンの左右で切り替え、主に「ゆさぶる」「つきつける」の2つのコマンドを使用して証人を追い詰め、事件の真相を暴いていく。証人の「証言」にはウソやカン違いが含まれていることがあり、プレイヤーは「尋問」で証言のムジュンや真実を暴いていくことが、基本の流れとなる。審理が翌日に延びた場合は次の「探偵パート」が始まり、被告人の無罪判決を勝ち取った場合はそのエピソードはクリアとなる。なお、尋問中のBGMは、作品ごとに2種類（「尋問〜モデラート」・「尋問〜アレグロ」）用意されている。
ゆさぶる
選択している「証言」に突っ込みを入れ、よりくわしく情報を聞き出すコマンド。基本的に無制限で使用でき、ゆさぶることで新たな証言が引き出せたり、証言の内容が変化することもある。なお、一部作品では、無駄な「ゆさぶる」を行うとペナルティを受ける尋問もあるが、その場合は尋問の事前に裁判長から警告される。
つきつける
選択している証言と、法廷記録内の証拠品のデータにムジュンがある場合、そのムジュンの根拠となる証拠品をつきつけられるコマンド。『2』『3』では、証拠品の他に「人物データ」もつきつけることができる。ムジュンを正しく指摘できると審理が進行するが、指摘する証言や提示すべき証拠品を間違えた場合はペナルティを受け、尋問に戻る。
みぬく
『4』から登場。「腕輪」アイコンが反応している「尋問」中に使用でき、「腕輪」アイコンを選ぶと証人の「しぐさ」を探す画面に切り替わる。この画面では証人の喋るスピードが通常より遅くなり、証人がウソや隠し事をしている証言を話す時に、証人の体のどこかに「しぐさ」が現れることがある。「しぐさ」を指摘すると、証言の弱点をついて、より強くゆさぶりをかけることが可能。
「しぐさ」は見逃しても何度でも探すことができ、成功すると証人から新たな証言を引き出すことができる。なお、「しぐさ」の指摘については間違えてもペナルティは発生しないが、「しぐさ」をみぬいた直後に証拠品をつきつける場面になった場合は、つきつける証拠品を間違えるとペナルティを受ける。
ココロスコープ
『5』から登場。画面に表示される証言と、四隅に配置された「喜」「怒」「哀」「楽」の感情の反応を示すアイコンを見比べ、証言の内容にムジュンした反応をしている「感情」を指摘して新たな情報を引き出していく。また、証人の感情が「暴走」する場合もあり、その場合は「暴走の原因」となるものを指摘し、証人の混乱を解かなければならない。いずれの場合も、成功すると証人から新たな証言を聞き出せるようになる。
カンガエルート
『5』から登場。法廷パートの終盤で発生し、画面に表示される選択肢の中から正しいものを選んでいき、事件の真相を導き出す。失敗してもペナルティは発生しない。
相談する
『5』から登場。1つの尋問で「つきつける」を続けて数回以上失敗すると利用できるようになり、パートナーから怪しい証言についてのヒントを教えてもらうことができる。
ペナルティゲージ
法廷パートで「つきつける」を失敗したり選択肢を選び間違えたりすると裁判長からペナルティを受け、画面右上に表示されているアイコンまたはゲージが減っていく。これが全てなくなると被告人は有罪判決を受けゲームオーバーとなる。一部のパートでは，ゲームオーバーの代わりにバッドエンドとなる．
『1』『蘇る』『6』では画面の右上にアイコン5個表示され、『大逆転裁判』では×型の光を丸で囲んだアイコン5個表示され、ペナルティを受けると通常は1個ずつアイコンが減少。『2』-『5』では緑色のゲージが表示され、ペナルティを受けるとゲージが減少する。PS4版、Switch版、Xbox版、Steam版『123』では四角い白枠に白い斜め点線が入る青ゲージ10個になる。PS4版、Switch版、Xbox版、Steam版『123』の『蘇る』ではGBA版、DS版、3DS版の青色アイコン5個同様、5回ペナルティを受けると有罪判決を受けることから青ゲージが必ず2個減少。PS4版、Switch版、Xbox版、Steam版『123』の『2』『3』では場合で1個-10個減少。アイコンやゲージの減少量は場面によって異なる場合があり、選択を誤るとアイコンやゲージが全てなくなり即有罪判決を受ける場合もある。なお、選択を間違えるとペナルティが発生する場面では事前に画面の右上に予告が表示される。予告が表示されない場面では、選択を間違えてもペナルティは発生しない。しかし作品により心証ゲージが表示されてもペナルティが発生しない場合がある。
『1』『蘇る』では話中の特定の区切り（パート）を通過する際にアイコンが全回復するのに対し、『2』以降は1日の法廷パートを全てクリアしない限りゲージは回復しない。『2』『3』『4』ではサイコ・ロックの解除に成功すると、ゲージの最大値の半分だけ回復する。
なお、上記の「ゆさぶる」「つきつける」などを行うと、弁護人の考え・方針を問われる設問が発生する場合もある。設問の形式は様々で、選択肢の中から正しいものを選ぶ形式、証拠品・人物提示、資料図示、動画図示などがある。
といつめる
『大逆転裁判』『レイトン教授VS逆転裁判』に登場。証人が複数いる「群衆尋問」の際、他の証人が証言している内容について意見を聞くことができる。意見がある場合はアイコンが表示され、何かを考え込むような反応をするが、反応がなくても「といつめる」ことは可能。

## シリーズ一覧
| 2001 | 逆転裁判                                 |
| 2002 | 逆転裁判2                                |
| 2003 |                                          |
| 2004 | 逆転裁判3                                |
| 2005 | 逆転裁判 蘇る逆転                        |
| 2006 |                                          |
| 2007 | 逆転裁判4                                |
| 2008 |                                          |
| 2009 | 逆転検事                                 |
| 2010 |                                          |
| 2011 | 逆転検事2                                |
| 2012 | レイトン教授VS逆転裁判                   |
| 2013 | 逆転裁判5                                |
| 2014 | 逆転裁判123 成歩堂セレクション           |
| 2015 | 大逆転裁判 -成歩堂龍ノ介の冒險-          |
| 2016 | 逆転裁判6                                |
| 2017 | 大逆転裁判2 -成歩堂龍ノ介の覺悟-         |
| 2018 |                                          |
| 2019 |                                          |
| 2020 |                                          |
| 2021 | 大逆転裁判1&2 -成歩堂龍ノ介の冒險と覺悟- |
| 2022 |                                          |
| 2023 |                                          |
| 2024 | 逆転裁判456 王泥喜セレクション           |
| 2024 | 逆転検事1&2 御剣コレクション             |

ゲームボーイアドバンス、ニンテンドーDS、ニンテンドー3DSなどで発売されている。『4』以前のシリーズ作品のディレクターとシナリオは全編を通して巧舟が担当している。以下は、特に説明のない限り全て日本国内向けに発売されたバージョンについての情報。
- 『逆転裁判』シリーズ
  - 逆転裁判（GBA 2001年10月12日発売）
    - 逆転裁判 蘇る逆転（DS 2005年9月15日発売、Wiiウェア 2009年12月15日配信開始） - 『逆転裁判』の移植作品。

  - 逆転裁判2（GBA 2002年10月18日発売、DS 2006年10月26日発売、Wiiウェア 2010年1月26日配信）
  - 逆転裁判3（GBA 2004年1月23日発売、DS 2007年8月23日発売、Wiiウェア 2010年2月23日配信 パソコンソフト）
    - 逆転裁判123 成歩堂セレクション（3DS 2014年4月17日発売、Switch/PS4/XBOX ONE 2019年2月21日、Steam 2019年4月10日発売。） - 『蘇る逆転』『2』『3』の移植作品。

  - 逆転裁判4（DS 2007年4月12日発売、3DS 2017年11月22日発売） - 『3』までの主人公成歩堂龍一に代わり、新キャラクターの王泥喜法介が主人公になっている。
  - 逆転裁判5（3DS 2013年7月25日発売） - 主人公は弁護士として再出発する成歩堂龍一。
  - 逆転裁判6（3DS 2016年6月9日発売）
    - 逆転裁判456 王泥喜セレクション（Switch/PS4/Xbox One/Windows/Steam 2024年1月25日発売）- 『4』『5』『6』の移植作品。
- 『逆転検事』シリーズ - 検事・御剣怜侍を主人公とするスピンオフ作品。
  - 逆転検事（DS 2009年5月28日発売）
  - 逆転検事2（DS 2011年2月3日発売）
    - 逆転検事1&2 御剣セレクション（Switch/PS4/Xbox One/Windows/Steam 2024年9月6日発売）- 『逆転検事』『逆転検事2』の移植作品。
- レイトン教授VS逆転裁判（3DS 2012年11月29日発売） - レイトン教授シリーズ（レベルファイブ）とのコラボレーション作品。
- 『大逆転裁判』シリーズ - 成歩堂龍一の先祖・成歩堂龍ノ介を主人公とする作品。
  - 大逆転裁判 -成歩堂龍ノ介の冒險-（3DS 2015年7月9日発売）
  - 大逆転裁判2 -成歩堂龍ノ介の覺悟-（3DS 2017年8月3日発売）
    - 大逆転裁判1&2 -成歩堂龍ノ介の冒險と覺悟-（Switch/PS4 2021年7月29日発売） - 『大逆転裁判』『大逆転裁判2』の移植作品。

Wiiウェア版はWiiリモコンの加速度センサーによる操作に、スマートフォン版はタッチパネルによるフリック操作に対応。

## コンピレーション作品
逆転検事や大逆転裁判に関する作品はそれぞれの記事を参照。

### 逆転裁判123HD 〜成歩堂 龍一編〜
元々配信されていた第1作目リメイク版のiOS版『逆転裁判 蘇る逆転』に2作目と3作目が追加されたものであり、シリーズ10周年を祝うイベント「逆転裁判10周年 特別法廷」にてiOS向けに配信されることが発表され、2012年2月7日に配信開始された。
auスマートパス会員向けには『蘇る』『2』『3』がそれぞれ単体で配信されていた。またDSではなかった『蘇る』第5話の物語公式アートが本作品から追加されていた。
2022年6月9日に配信終了された。

### 逆転裁判123 成歩堂セレクション
DS『蘇る』『2』『3』の3作品を1本に纏め、ニンテンドー3DS用に移植された作品。元々本作に先駆けて、iOS/Androidアプリ『逆転裁判123HD 〜成歩堂 龍一編〜』が配信されていたが、3DSへの移植に伴い改題された。
画面レイアウトや操作方法はいずれもDS版に準じているが、画面とテキストはHDされている。また3DSの特徴である立体視に対応しているほか、3作とも英語版が収録されている。DS『蘇る』『2』『3』はGBAと異なり、画面がズームアウトされる仕様であるが、本作品ではGBA同様に画面がズームアップされる仕様が採用された。また今までの作品ではGBA『3』以降物語クリア後に全ての台詞が早送り可能であるが、『123HD』と同様に最初から全ての台詞が早送り可能で、登場人物の動きもDSとGBAと違い一部の登場人物の顔と表情が変更された。iOS/Androidアプリで収録されたオプションは削除された。
2018年9月22日に開催された東京ゲームショウ2018で2019年初頭にNintendo Switch、PlayStation 4、Xbox One、Steamの発売が発表された。Nintendo Switch、PlayStation 4は2019年2月21日発売。Steamは2019年4月10日発売。Steamで対応言語でドイツ語、フランス語、韓国語、中国語（繁体字）、中国語（簡体字）が2019年8月22日に配信。画質が今までの240×160から1920×1080の画質で画面も4:3から16:9になった。探偵パートの「調べる」で一度調べた場所に赤チェックが付くようになり、どこを調べたか一目瞭然になった。心証ゲージが3作品共四角い白枠に白い斜め点線が入る青ゲージ10個になる。法廷記録の証拠品ファイルと人物ファイルがDSと3DSでは上に4個と下に4個の全8個表示されるリストだったが、本作品では横10個表示されるリストになった。『123HD』や3DS版と比べ登場人物の動きも鮮明になった。セーブデータの数が3作品共通で10個に増加されたが削除機能が無く上書きでデータ削除の設定になっている。日本語と英語でそれぞれ10個ずつ保存出来る。オプションが復活され、そこで始めから早送り可能だった台詞の早送りの調整と新たにコントロールの振動と台詞画面の透過の設定が追加され言語設定をオプションで変更出来るようになり、クレジットを見ることが出来るようになった。
2021年7月29日には、同日発売の『大逆転裁判1&2 -成歩堂龍ノ介の冒險と覺悟-』と本作品を同時収録した『成歩堂レジェンズコレクション』がNintendo Switch、PlayStation 4、Steamで発売された。
iOS/Android向けには、2022年6月9日に配信終了となった『逆転裁判123HD 〜成歩堂 龍一編〜』の後続として2022年6月10日に配信開始された。

#### 関連作品
逆転のコンビネーション
3DS版の限定版に付属したドラマCD
成歩堂龍一（声：近藤孝行）と御剣怜侍（声：竹本英史）がW主人公で、ゴドー（声：小山力也）、綾里真宵（声：花村美玲）、綾里千尋（声：大原さやか）、狩魔冥（声：沢城みゆき）、糸鋸圭介（声：石井康嗣）が登場するほか、オリジナルキャラクターとして宇鷺ミウ（声：三森すずこ）、来恩寺シシオ（声：中村悠一）が登場する。
逆転裁判123 なるほどラジオ!
2014年3月13日から4月10日まで、YouTube CapcomChannelと音泉にて配信された。隔週木曜日更新、全3回。パーソナリティは近藤孝行（成歩堂龍一 役）。
ゲスト
- 第1回（2014年3月13日） - 竹本英史（御剣怜侍 役）
- 第2回（2014年3月27日） - 三森すずこ（宇鷺ミウ 役）
- 第3回（2014年4月10日） - 小山力也（ゴドー 役）

### 逆転裁判456 王泥喜セレクション
『4』『5』『6』の3作品を1本に纏め移植された作品。『大逆転裁判1＆2』同様、謎解きが自動で行われるストーリーモードを搭載しているほか、チャプタージャンプが導入された。
特典として「逆転裁判 15周年記念オーケストラコンサート」や「逆転裁判 オーケストラコンサート2019」で演奏された曲を含む楽曲やオリジナル版で配信されていたダウンロードコンテンツが収録されている。ニンテンドー3DSのニンテンドーeショップは2023年3月でサービス終了しているため、新規でダウンロードコンテンツを遊ぶためには本作が必要になる。

## その他作品

### レイトン教授VS逆転裁判
レベルファイブのレイトン教授シリーズとのシリーズ初のコラボレーション作品。「今度のナゾはムジュンに満ちている」がコンセプト。
逆転裁判側の主人公は成歩堂龍一が務める。これまでの逆転裁判と異なり、中世風の異世界「ラビリンス・シティ」が舞台となっており、成歩堂と同じく異世界へ飛ばされたレイトン教授と共に魔女裁判の謎に挑む。

### 携帯アプリ
カプコンのケータイサイトにて以下のオリジナル作品が配信されていた。
『逆転花札』
2004年
『クイズ逆転裁判』
2005年1月24日、第1弾「初めての逆転クイズ」
2005年3月14日、第2弾「矢張の災難? やっぱり逆転」
2005年5月23日、第3弾「子供だってクイズで逆転・前編」
2007年2月5日、第4弾「子供だってクイズで逆転・後編」
『昇進テスト』
2005年2月14日、第1弾「数認識編」
2005年4月25日、第2弾「記憶力編」
2005年6月27日、第3弾「図形認識編」
2005年、第4弾「観察編」
2005年11月28日、第5弾「文字認識編」
『逆転裁判ポーカー』
2007年3月1日から5月14日まで期間限定で無料配信された。
『逆転パズル いれかえる逆転』
2011年

## 登場人物
本節以下では逆転裁判1作目から6作目に登場する主な人物を解説する。各話のゲストキャラクターは各作品記事を参照。

### 登場人物の名前について
逆転裁判シリーズの登場人物には極めて個性的な名称が用いられており、これは「ミステリーで一番面倒なのは名前を覚えることなので、わかりやすく覚えやすい名前を付けた」との製作者側の配慮である。また、名前の付け方にはいくつかのパターンがある。
ダジャレや物の名前をそのまま付ける
「成歩堂」「王泥喜」「矢張」「糸鋸」など。大半のサブキャラクターはこのパターンである。
名前に使用する漢字の意味から付けられる
「御剣」「千尋」など。
名前そのものを矛盾点や物語の核心に使用する
「須々木 マコ」「華宮 霧緒」「森澄しのぶ」など。ボルジニア語（ゲーム中での架空の言語）を含めれば「ラミロア」も該当する。
ヒロインの名前の漢字はシンメトリー（左右対称）
「真宵」「春美」「冥」「茜」。これはディレクターである巧舟の信条であるが、『4』のみぬきと『検事』『検事2』の美雲と『5』の心音はこの条件に該当していない。
登場タイトルの新システムから命名
「みぬき」「心音」。
氏名ではなく呼称を用いて表現する人物
例外的に氏名が登場しない人物も存在し、物語に関係する登場人物では裁判長とその弟である裁判官、板東ホテルのボーイなどが該当する。警察署の課長、法廷の係官、糸鋸の部下の刑事（いずれもテキスト欄に「カチョー」「カカリカン」「ケイジ」などカタカナの名前が書かれる）などもこの類と言える。オバチャンなど、名前は設定されているがもっぱら呼称で呼ばれる人物もいる。
シャーロック・ホームズシリーズから引用する
『大逆転裁判』で見られる。代表例としては1作目第3話のベッポや、2作目第3話のイーノック・ドレッバーなどがいる。
なお、以下の節にて人物名に付与された[ ]内はゲーム中に表示される名称である。キャラクターのネーミングの由来について言及されている場合は、全て開発上の命名の由来を意味するものであり、劇中での設定ではない。

### 成歩堂 龍一編（『逆転裁判 蘇る逆転』-『逆転裁判3』）
成歩堂 龍一（なるほどう りゅういち）[ナルホド]
声 - 巧舟（ディレクター、ゲーム『1』-『4』『蘇る』）・近藤孝行（『3』『4』プロモーション映像・『特別法廷』・ゲーム『5』『6』・ドラマCD ・『パチスロ 逆転裁判』）・成宮寛貴（実写版映画・『レイトン教授VS逆転裁判』）・鳥海浩輔（『ULTIMATE MARVEL VS. CAPCOM 3』日本語版）・サム・リーゲル（『ULTIMATE MARVEL VS. CAPCOM 3』英語版）
性別：男
青色のスーツと、後方に向かって尖った髪型が特徴。弁護士。
かつては、師匠である綾里千尋が所長を務める「綾里法律事務所」に所属していたが、千尋の死後に同事務所を「成歩堂法律事務所」に改称し、同所の所長として活動する。千尋から受け継いだ「発想の逆転」で事件の真相に喰らいつく。
名前の由来は、「成歩堂」が納得を意味する「なるほど」、「龍一」が音楽家の「坂本龍一」からで、仮設定段階の名前は「爽果（そうか）なるほど」であった。
成歩堂 龍一（なるほどう りゅういち）[ナルホド]
『3』第1話で登場した、5年前の成歩堂。勇盟大学芸術学部に在籍する3回生で、本事件の被告人。弁護士を目指して猛勉強をしている。風邪をひいているため頻繁に咳き込み、また、恋人の話題になるとのろけ話をしてしまう。
綾里 千尋（あやさと ちひろ）[チヒロ]
声 - 河原深雪（開発サポート業務担当、『3』）・大原さやか（ドラマCD・『パチスロ 逆転裁判』）・花村怜美（10周年記念特別法廷）・檀れい（実写版映画）
性別：女
本作におけるもう1人の主人公。弁護士。綾里真宵の姉で倉院流霊媒道の家元候補であった。
かつては「星影法律事務所」に所属していたが、独立し「綾里法律事務所」を設立。成歩堂の初法廷を終えたのち、事件に巻き込まれ死亡するが、以後は真宵か春美に霊媒される形で登場し、窮地の成歩堂をサポートする。妹の真宵によると、倉院流霊媒道における霊力は桁違いに強かった。
名前の由来は、「千回尋問する」という意味から。
綾里 真宵（あやさと まよい）[マヨイ]
声 - 川上未遊（『3』プロモーション映像・ 『蘇る』特別法廷）・花村怜美（『4』以降の特別法廷・ゲーム『6』 ほか）・桐谷美玲（実写版・『レイトン教授VS逆転裁判』）
性別：女
霊媒師（『1』では修行中の身）。『蘇る』『2』『3』主要ヒロインで成歩堂のパートナー。綾里千尋の妹で倉院流霊媒道の家元候補である。
千尋が死亡した事件で成歩堂と出会い、以後はパートナーとして様々な形でサポートをしている。作中では逮捕や誘拐など、たびたび不幸な出来事に遭遇しているが、持ち前の明るい性格で乗り切っている。食べ物に目が無く、好物は味噌ラーメンである。
綾里 春美（あやさと はるみ）[ハルミ]
声 - 豊崎愛生（『パチスロ 逆転裁判』）
性別：女
霊媒師見習い。愛称は「はみちゃん」。倉院流霊媒道の分家に生まれ、真宵の従妹にあたる。
本家の家元候補である真宵を姉のように慕い、尊敬している。真宵が不在の際は、代わりに成歩堂をサポートし、千尋を霊媒する役目も引き受ける。本家の真宵に匹敵するほどの絶大な霊力を持ち、心の秘密を導き出す霊力をこめた勾玉を成歩堂に授け、「心理錠（サイコ・ロック）」を見ることができるようにするなど、重要な役割を果たす。
倉院流霊媒道の総本山「倉院の里」からほとんど出たことがなく、世情に疎い。
矢張 政志（やはり まさし）[ヤハリ]
声 - 小野坂昌也（ドラマCD・『特別法廷』・ゲーム『6』）
性別：男
逆立った茶髪と顎鬚が特徴。成歩堂とは、小学生のころからの親友でトラブルメーカー。
成歩堂にとっての最初の被告人であり、かつ、成歩堂が弁護士を志すきっかけを作った人物である。お調子者で、小学生のころから「事件のカゲに、ヤッパリ矢張」と称されるほど、彼が関わると何かしらの事件を巻き起こす人物であり、法廷内でも非常識な振る舞いを見せる。たびたび恋人の自慢をするものの、後に必ず振られている。定職についておらず、様々なアルバイトを転々としているが、絵や工作に非凡な才能を発揮し、後に絵本作家として活躍する。
名前の由来は、「やっぱり、まさしく」であり、名前は一瞬で決まったとのこと。
御剣 怜侍（みつるぎ れいじ）[ミツルギ]
声 - 岩元辰郎（キャラクターデザイン、ゲーム『1』から『3』・『蘇る』・『検事』シリーズ）・竹本英史（『3』『検事』『検事2』プロモーション映像・『特別法廷』・『レイトン教授VS逆転裁判』・ゲーム『5』『6』 ほか）・斎藤工（実写版映画）
性別：男
検事。成歩堂とは小学校のころからの親友であるが、ライバルでもある。ワインレッドのスーツが特徴。
法曹界の「生きる伝説」と呼ばれた検事である狩魔豪の弟子であり、狩魔の掟である「狩魔はカンペキをもってよしとする」に忠実に従う。20歳という日本最年少の検事デビュー時から5年にわたって無敗を続け、検事局内では「天才」と称される一方で、「有罪判決のためなら何でもやる」という黒い噂が囁かれていた。その後、成歩堂に敗北したことで徐々に考え方を見直し、検事としての自分の在り方を再確認する。幼少期に巻き込まれた事件の経験から、地震に強い恐怖を示す。
名前の由来は、「御剣」が頭脳の切れ味の鋭さから、「怜侍」が怜悧・侍といった『張りつめた静』のイメージから。
狩魔 冥（かるま めい）[メイ][カルマ]
声 - 諏訪部ゆかり（開発サポート業務担当、ゲーム『2』『3』『検事』シリーズ）・沢城みゆき（『検事』プロモーション映像・『特別法廷』・ドラマCD ほか）
性別：女
『2』から登場。水色のミディアムヘアが特徴の検事。狩魔豪の娘（次女）であり、真宵とは同い年である。
天才検事と称されており、アメリカで13歳で検事に着任して以来、5年間にわたり、勝利し続けている。狩魔の掟「狩魔はカンペキをもってよしとする」に異常なまでの執念を持ち、狩魔の名前に泥を塗った成歩堂から完璧な勝利をもぎ取るため、アメリカの検事局を捨てて来日した。父の豪と同様に、完璧な有罪判決のためには不利な証拠の隠滅や有利な証言の操作なども辞さない。常に鞭を携帯しており、審理中のみならず、日常でも気に入らない人物に対面すると容赦なく振るう。父とは異なり、やや感情の起伏が激しい。
ゴドー[ゴドー]
声 - 神谷英樹（『デビルメイクライ』などディレクター、ゲーム『3』）・小山力也（ドラマCD・『特別法廷』）
性別：男
『3』で登場。本名・国籍すべてが不明の検事。成歩堂のことを「まるほどう」と呼び、彼に敵意を抱いている節がある。
ハードボイルドを絵に描いたような男で、褐色の肌に逆立った白髪と顔の半分を覆うゴーグル状のマスクが特徴。
有罪判決を獲得することよりも事件の真相究明を優先し、成歩堂の実力を試すようにしながら審理を進める。無類のコーヒー好きで、法廷でもコーヒーを飲んでおり、独自のブレンドコーヒー「ゴドーブレンド」を何種類も開発している。意味不明な比喩表現を用いるほか、「クッ‥‥!」「そいつが俺のルールだぜ」「話してみな‥‥聞いてやるぜ」など、独特の言い回しが多い。
名前の由来は、『ゴドーを待ちながら』という戯曲から。
糸鋸 圭介（いとのこぎり けいすけ）[イトノコ]
声 - 石井康嗣（『特別法廷』・『検事』『検事2』プロモーション映像・ドラマCD）・大東俊介（実写版映画）
性別：男
刑事。周囲からは「イトノコ刑事」と呼ばれている。深緑色のコートを着用している。しばしばドジを踏むが、機械には詳しい。御剣を心から尊敬している。
初動捜査担当であるため、事件現場には頻繁に姿を現し、本来は敵対関係にある成歩堂に捜査状況を教えている。脇が甘い性格で見落としや勘違いなどが非常に多く、審理では検察側を不利な状況に陥らせるため、その度に御剣や狩魔冥などから給与査定での減点を言い渡されている（そのため、安上がりで済むソーメンなどを主食としている）。
名前の由来は、「糸鋸」が「鋸」が入った名前の人を見た時に巧が思い付いたもの、「圭介」がロックミュージシャンの「桑田佳祐」から。
宝月 茜（ほうづき あかね）[アカネ]
声 - 花村怜美（『特別法廷』・『4』プロモーション映像）
性別：女
『蘇る』第5話のヒロイン。成歩堂に姉である巴の弁護を依頼した高校2年生の少女。科学捜査官に憧れており、制服の上に白衣を着ている。真宵に似た雰囲気を持ち、成歩堂をサポートする。トレードマークのピンクのサングラスは普段は額にかけている。
裁判長（さいばんちょう）[サイバンカン][サイバンチョ]（『蘇る』では[サイバンカン]で『2』以降『サイバンチョ』）
声 - 外波山文明（『特別法廷』・『レイトン教授VS逆転裁判』・ゲーム『5』『6』・ドラマCD・『パチスロ 逆転裁判』）・柄本明（実写版映画）
性別：男
シリーズを通じて登場する地方裁判所の裁判長。本名不明。スキンヘッドと灰色のひげが特徴で、登場以降、外見に一切の変化が見られない。
孫がいるほか、同じ地方裁判所には自信と同じく裁判官を務める弟がいる。『2』の第1話で成歩堂に名刺を渡したが、草書風で達筆に書かれたものであったため、名前を知ることはできなかった。温厚でのんきな裁判長とも呼ばれている。
裁判官（さいばんかん）[サイバンカン]
性別：男
裁判長の弟。風貌は兄と似ているが、あごひげが茶色で、鼻ひげがなく、頭には栗色の髪が僅かに残っている。本名不明。
『3』第2話、第4話、第5話で登場し、御剣および千尋の初法廷の裁判官でもあった。御剣とはこの裁判以降、第5話まで対面が一度もない。のんきな性格の兄とは対象的にせっかちな性格で、急いで判決を下そうとする。「しめやかに」「どうかと思いますな」が口癖。
デザインは裁判長のドットを基に即興で作り上げたものであり、デザイン設定やラフ画などの資料が一切存在しない。

### 成歩堂 龍一･王泥喜 法介･希月 心音編（『逆転裁判4』-『逆転裁判6』）
成歩堂 龍一（なるほどう りゅういち）[ナルホド］
声 - 巧舟（ゲーム『4』）・ 近藤孝行（ゲーム『5』『6』）
成歩堂編の主人公。『4』（最終話の一部パート）『5』『6』の主人公。凄腕の弁護士だったが、7年前に担当したある事件の裁判の後、法曹界から追放された。『4』の時点で33歳。現在はロシア料理店「ボルハチ」の専属ピアニストとして活動する一方、無敗のポーカープレイヤーを裏の顔として名を轟かせている。本来は霧人が担当するはずだった事件の被告人だったが、王泥喜に事件の弁護を依頼した。7年前と比べて実直さや情熱は影を潜め、どこか飄々として掴み所の無い雰囲気を漂わせているが、千尋から受け継いだ信念と、依頼人を信じる誠実は忘れていない。後に『5』で弁護士バッジを取り戻し、再び弁護士となる。
王泥喜 法介（おどろき ほうすけ）[オドロキ]
声 - 荻原光之郎（キャラクターデザイン、ゲーム『4』）・KENN（『4』プロモーション映像・『特別法廷』・ゲーム『5』『6』・ドラマCD）
弁護士。『4』『6』の主人公で『5』では準主人公。愛称は「オドロキくん」。伝説の弁護士として活躍していた成歩堂に憧れ、自身も弁護士になった。初登場時22歳。当初は「牙琉法律事務所」に所属していたが、初法廷後に成歩堂の下で働くようになる。赤色の襟付きウェストコートと、上方に向かって角のように整った前髪、左腕に着けた腕輪が特徴で、「大丈夫です!」が口癖。発声練習を毎日欠かさず行っているため、地声が大きい。証人の「癖」を見抜く能力を駆使して事件の真相に迫る。
希月 心音（きづき ここね）[ココネ]
声 - 潘めぐみ
『5』のヒロインで『5』第1話冒頭・第3話と『6』第4話の主人公。成歩堂なんでも事務所の新人弁護士。18歳。黄色のショートスーツを着用。感情豊かでどんな状況でも強がって見せる負けず嫌い。猪突猛進で考えずに行動しようとして、成歩堂や王泥喜を焦らせることもしばしば。成歩堂や王泥喜から学びながら弁護士として成長していく。渡米中の成歩堂と出会い、ある人物を救うために必死で勉強して弁護士になった。人の声から相手の心を読み取る心理分析のスペシャリストであり、ココロスコープを用いて証人のカウンセリングを行いながら事件の真相に迫る。胸元にモニ太と呼ばれる機械を身に付けており、この機械を使いココロスコープを動かしている。また、モニ太は自分の考えていることを喋ってしまうため、時折発言で自爆することもある。
奈々伏→成歩堂 みぬき（ななふし→なるほどう みぬき）[ミヌキ]
声 - 樋口智恵子（『4』プロモーション映像・ドラマCD・ゲーム『6』）
『4』のヒロインで王泥喜の助手。成歩堂龍一の義理の娘で大魔術師を目指す中学生、『4』第3話・最終4話にて出目と成歩堂の義娘となった経緯が判明。或真敷一座の注目魔術師・或真敷ザックこと影郎の娘。一座で生まれ育ち、両親たちの舞台を見るうちに魔術に憧れを抱き始め、7年前は父と同じピンク色の衣装を身に纏っている、その後成歩堂の単独調査により王泥喜の父親違いの妹と判明。『5』からは高校生。初登場時15歳。自らが所長を務める「成歩堂芸能事務所」（後の「成歩堂なんでも事務所」）に所属し、バー「ビビルバー」でマジックショーを行うなどして生計を立てている。素直で明るく物怖じしない性格で、基本的に怖いもの知らずな様子を見せるため、共に行動する王泥喜の肝を冷やすことが多い。得意なマジックは、あらゆるものをパンツから取り出す「マジック・パンツ」と、折り畳み式マリオネットの「ぼうしクン」。王泥喜と同様に、証人の「癖」を見抜く能力を持っている。王泥喜に「マジック・パンツ」のことをしばしば「パンツ芸」と呼ばれるが、その度に激怒する。『6』では第2話にて殺人事件の被告人となり、終了後王泥喜を強引に剣の串刺しマジックを助手をさせ、王泥喜がクラインに旅立った以降は心音に強引に伝授させている。
牙琉 霧人（がりゅう きりひと）[ガリュウ][キリヒト]
声 - 山本亮治（サウンドチーム、ゲーム『4』）・津田健次郎（『4』プロモーション映像）
弁護士。「牙琉法律事務所」所長。王泥喜の師匠であり、響也の兄。32歳。金色の長髪で、後ろ髪を巻いて束ねた上で左肩から前に出している。眼鏡をかけており、服装は紺のスーツにピンク色のリボンタイを着用し、男性ながら爪に高級ブランドのマニキュアを塗るなど身だしなみにも気を遣う、法曹界で最もクールな弁護士。成歩堂の弁護士資格剥奪の処分に対して唯一異議を申し立てた人物であり、その一件を通じて成歩堂の親友となる。
牙琉 響也（がりゅう きょうや）[ガリュウ][キョウヤ]
声 - 山本亮治（サウンドチーム、ゲーム『4』）・楠田敏之（『4』プロモーション映像・『特別法廷』・ゲーム『5』・ドラマCD）
検事であると同時に、警察関係者で結成された人気ロックバンド「ガリューウエーブ」のリーダー（ボーカル・ギター担当）。初登場時24歳。17歳の時に、アメリカで検事の資格を取得した。検事局始まって以来のサラブレッドと称される、王泥喜のライバル。霧人の弟で、成歩堂が弁護士として最後に対峙した検事。霧人と同じ髪型（7年前は短髪だった）だが肌の色は黒く、紫のジャケットとガリューウエーブのシンボルを象ったペンダント、鎖と一体化したベルトを着用している。ガリューウエーブを始めたきっかけは好きな人に振り向いてもらうためである。しばしば、法廷内の雰囲気（BGM）を変えたり、エアギターを始めることがある。有罪判決よりも真実を追求しているため、「弁護士と無理に張り合う気は無い」と発言しており、王泥喜やみぬきに対しても普段の言動は非常に友好的（ただし、当初は王泥喜に対して挑戦的な態度を取っており、王泥喜の実力を試すような言動も多々ある）。
宝月 茜（ほうづき あかね）[アカネ]
声 - 花村怜美（『4』プロモーション映像）・井上麻里奈（ゲーム『6』）
刑事。『4』の初動捜査担当。『蘇る』第5話から9年の歳月が経過しているために風貌と性格は変化している。『4』の時点で25歳。科学捜査官にはなれなかったが相変わらず科学捜査を趣味として好んでおり、通信販売で購入した道具を使って独自の科学捜査を行っている。また、「ハイドロキシアセアニリドホスホモノエステラーゼ溶液」（ゲーム中での架空の薬品）という謎の薬品の実験をしており、捜査の邪魔をすると顔にかけようとする。不機嫌な場合が多く、「不機嫌な時にはかりんとうを食べる」ということから、常にかりんとうを持ち歩いて「さくさく」と音を立てながら食べている。また、さらに不機嫌を高める何かに直面すると、かりんとうを投げつけることすらある。かつて世話になった成歩堂を尊敬しており、彼が弁護士を廃業したことを残念に思っている。また、成歩堂に娘がいると知って衝撃を受けていた。理想の検事は「クールで眉間にしわのよったヒラヒラした検事」であるため、響也を苦手としている。
『6』では試験に受かり、念願の科学捜査官として働いている。そのため、不機嫌であることが少なくなり、「かりんとうとはお別れした」と発言している。ただ、みぬきが被告人となった際に彼女に不利な証言をするようナユタに言われた時は『4』同様、「さくさく」と音を立てながらかりんとうを食べており、心の中で王泥喜に突っ込まれていた。
夕神 迅（ゆうがみ じん）[ユガミ]
声 - 咲野俊介
『5』『6』に登場した検事。白と黒を基調とした陣羽織のようなジャケットを羽織り、白髪交じりの長髪を後ろで束ねている。7年前の殺人事件で服役している囚人であり、検事局長の御剣の計らいで特例で法廷に立ち、常に手錠を掛けている。28歳。相手を「○の字」「おめえさん」などと呼び、傍若無人で捻くれた性格をしているが、心理学のスペシャリストであり、裁判長や被告人の心理を揺さぶりにかける戦法を得意としている。事件現場には立たないが、資料だけで弁護士と互角に戦う実力を持っている。心音のカウンセリングを正当としているが、王泥喜の見抜く能力はインチキな能力として認めていない。よく、同じ囚人仲間の話を例にして意見することもある。常に手錠を付けているが、本気を出すと検事席に手錠を叩き付けて壊す。弁護人の発言にキレがないと手刀で居合を飛ばし威圧する。だが、ストッパーである番轟三が手錠から電流を流されて止められることもある。しかし、『5』で成歩堂と姉の夕神かぐやの活躍により、無罪が証明され、手錠を外されたことで晴れて自由の身となる。相棒としてペットでパートナーの鷹のギンを飼っている。資料を届けるだけでなく、弁護士や証人を襲わせて威圧する際にも使用している。
『6』では『5』で無罪が証明されたことから手錠を外した姿で登場。心音にある理由から知り合いである被告人の弁護を依頼する。成歩堂も王泥喜もいない中、1人で弁護しなければならない状況になった心音が精神的に不安定になるのを見かねて共に弁護席に立ち何かとアドバイスを送る。
番 轟三（ばん ごうぞう）[バン]
声 - 佐藤美一
刑事。『5』の初動捜査担当。明るく元気でハイテンションな人物であり、とても明瞭で快活な刑事。33歳。どんな時でも笑顔で振る舞い正義を語っている。口癖は「ジャスティス」。自分の正義は正しいと信じており捜査を妨害することもあるが、自分の行動が正義でないと言われて思い悩むことも多い。また、心音の口車に乗せられて協力することも多い。夕神のパートナーで、夕神に威圧されても全く物ともしない。また、夕神はやり直せると信じており、彼を更生させるべく努力している。
御剣 怜侍（みつるぎ れいじ）[ミツルギ]
声 - 竹本英史
『5』『6』に登場。地方検事局の局長を務める天才検事。成歩堂編とは異なり、眼鏡を着用している。
綾里 春美（あやさと はるみ）[ハルミ]
声 - 佐伯美由紀（ゲーム『5』）・
『5』『6』に登場。霊媒師の見習い。成歩堂編のパートナーである綾里真宵の従妹。『5』の時点で17歳。成長したが身長は147cm未満と相変わらず低い。
綾里 真宵（あやさと まよい）[マヨイ]
声 - 花村怜美
『5』（回想のみ）『6』に登場。霊媒師で成歩堂の師匠、綾里千尋の妹。『5』の時点で27歳。『6』第3話ではクライン王国での修行が終わり、最後の儀式を受ける前に成歩堂に連絡。今年の「水清めの儀」において鳥姫様の役に抜擢された。迎えにきた成歩堂と共に帰国する予定であったが、儀式の最中に事件に巻き込まれ被告人となってしまう。
矢張 政志（やはり まさし）[ヤハリ]
声 - 小野坂昌也
『6』に登場。成歩堂と御剣の小学校時代からの親友。
大人気絵本作者『天流斎マシス』として一世を風靡したが、一発屋で終わってしまったらしい。
亜内 武文（あうち たけふみ）[アウチ]
声 - 浜亘
成歩堂編に引き続き、『4』の第1話を担当するベテラン検事。『4』時点で61歳。落武者を思わせる奇抜な髪形になっているが、相変わらず弱腰で貫禄がない。
亜内 文武（あうち　ふみたけ）[アウチ]
声 - いずみ尚
『5』に登場した第1話を担当する検事。亜内武文の弟。「新人いびり」と「被告人いびり」の異名を持っている。55歳。兄同様奇抜な髪形をしており貫禄もない。顔立ちは兄と似ているが、サングラスをかけている。『6』でも第1話の検事として登場。これまでのシリーズ通り、チュートリアル相手として争うこととなる。弁護士の存在しないクライン王国で当たり前であるが「無敗」を誇り、首席検事となり、全身金の服装に沢山「亜」と書かれた襷を掛けている。クライン教の教えに感銘を受けてクライン王国にやってきたというが実際は日本の法曹界から追放され「弁護士のいない国で無敗を誇りたい」という我欲でクライン王国に移住しただけである。
裁判長（さいばんちょう）[サイバンチョ]
声 - 外波山文明
成歩堂編に引き続き、地方裁判所の裁判長を務める。
レイファ・パドマ・クライン [レイファ]
声 - 早見沙織（ゲーム『6』）
クライン王国の姫巫女で、インガの娘。14歳。裁判で霊媒の力によって死者の言葉を代弁する『御魂の託宣』を行う能力を持つ。厳格な性格。一人称は「ワラワ」で古風な口調が特徴。大人ぶってはいるが、知らないことわざの意味を知ったかぶりする・覚えたての言葉を得意げに使う・トノサマンやトリサマンに興味を持つなど子どもっぽい一面を持っている。
ナユタ・サードマディ [ナユタ]
声 - 浪川大輔（ゲーム『6』）
王泥喜が対決するクライン王国出身の検事。25歳。羽衣が特徴。国際検事として世界中の法廷で裁判で活躍している。「裁判は被害者の魂を弔う儀式であり、罪人を裁くことが魂の救済となる」「弁護士は魂の救済を阻む者である」という持論を持つ。穏やかで礼儀正しい性格だが、犯罪者と弁護士にはその性格はそのままに容赦ない一面を持つ。成歩堂を「後ろトゲウニ」、王泥喜のことを「赤ピーマン」、希月のことを「ピータン」と呼んでいる。王泥喜とはかつてクライン王国で幼少期に共に過ごした幼馴染・義理の兄弟であった事が第3話で判明。
異国裁判長（いこくさいばんちょう）[サイバンチョ]
クライン王国裁判長。日本の裁判長とよく似た顔が特徴。弁護士不在の裁判を長年続けてきており、検察官の言われるままに尋問もせずに判決を下そうとしたり、用事があるからと裁判を切り上げようとするなど状況に流されやい問題がある。しかし成歩堂や王泥喜が弁護罪覚悟で弁護をした際はその主張を聞き入れるなど、弁護士が嫌われるクライン王国の国民としては比較的公平な人物でもある。

## 用語

### 裁判
異議あり！（いぎあり）
本作品の代名詞と言える台詞。ほとんどの場合は法廷パートで登場する。通常の台詞と違い、ギザギザの吹き出しが出てきてその中に赤文字で表現される。GBA版では縦書きで発言者寄りもしくは中央に表示されるが、DS版以降横書きに画面一杯で表示され、他言語と吹き出しの大きさが同じになっている。『4』までは弁護士と検事の場合のみスタッフの声が当てられ、『検事』『レイトン教授VS逆転裁判』では弁護士と検事ではない人にも当てられるようになった。音声が当てられていない人物が発言する時は効果音と共に吹き出しが表示される。『5』『レイトン教授VS逆転裁判』ではスタッフではなくそれぞれのキャラクターの声を担当した声優と俳優の声が当てられている。各作品の最後はこの言葉で締めくくられ、そのままスタッフロールに入る。
法廷パートでは「ゆさぶる」で「待った！」という語も同様の表現方法で使われ、証拠品を示す際やDS版以降から問題のあるポイントを示す際に「くらえ！」という語が使われる。その他、作品や発言する人物によって異なる言い方をすることもある。
地方裁判所
「法廷パート」で裁判が行われる裁判所。東京都にある。DL6号事件（『蘇る』）・神乃木荘龍弁護士殺害事件（『3』第1話）・『検事』第4話・『5』第1話にて殺人現場となった。法廷は複数存在し、「第○法廷」のように番号で振られている。劇中の裁判は全て単独の裁判官で行われ、『4』の裁判員制度を除き合議制の裁判は行われない。
法廷内は証言台、被告席、弁護人席、検事席、書記官席、裁判長席、傍聴席があり、裁判長席と傍聴席は特に高い位置に作られ、傍聴席は弁護人席と検事席の後ろにあり、法廷の左右に設置され、裁判長席と同じ高さにある。ただし書記官席は『4』以降設置されなくなる。『5』で証言台の後ろにも傍聴席が法廷の左右に設置される。また、弁護人席と検事席の後ろの傍聴席は横一列に座るように設置され、証言台の後ろの傍聴席は階段型で設置される。被告人席に相当するものは見当たらず（漫画版では弁護人席の左隣に被告人席がある）、劇中では証言や判決の際に証言台に出てくる以外はほとんど被告人の姿は映されないが、『2』第1話・『4』第1話・『5』第5話では被告人が弁護人席に立つことがある。背が低い人が証言台に立つ際は、踏み台代わりに控え室に置いてあるみかん箱の木箱が用意される。法廷の扉は7つで証言台の後ろ、証言台の右側と左側、裁判長席の右側と左側、弁護席と検事席の後ろの傍聴席に1つずつある。弁護士と検事は証言台の後ろの扉から入廷し、『検事』第4話で裁判長は裁判長席の右側の扉から入廷することが判明した。なお、作品ごとに裁判所の模様替えが行われ、細かい装飾が変更されている。
作中では現実の裁判所同様、本来は法廷内へのカメラの持ち込み（『蘇る』第3話・『4』第1話・『5』第3話）、鞭を持ち込んで人を叩く（『2』『3』第5話の狩魔冥）、飲食（『3』のゴドー）、動物持ち込み（『5』の夕神）、上記の被告人が弁護人席に立つことなどが禁止されている旨の発言があるが、いずれも特例扱いが認められており、事実上これらのルールは形骸化されている。
高等裁判所
地方裁判所の序審裁判で有罪判決を受けた被告人は、1か月以内に高等裁判所で「通常の裁判」（現在の日本における普通の裁判）を受けることになっており、量刑が決定される。
判決
普通語とほぼ同義。プレイヤーは弁護側であるため、本作品では被告人を無罪にすることが目的となる。法廷パートでペナルティを受け続けることにより、被告人に有罪判決が下されゲームオーバーとなる。

### 組織・捜査機関など
弁護士
現実の制度とほぼ同様の存在。『1』の取扱説明書では、成歩堂は刑事事件専門であるが、『6』第5話では民事事件の原告側弁護人となった。所属は各地の弁護士協会だが、成歩堂曰く「弁護士は検事などと違ってまとまりがない」とのこと。資格の取得には年齢の下限が存在するが、現実と異なり海外で資格を有すれば未成年でも日本で弁護士として活動可能。現場での捜査権限は有しておらず、成歩堂たちは劇中で捜査を制限され、周囲の助力で現場を調べるという展開になることが多い。
弁護士にはそれぞれにバッジが配られ、これが身分証明の代わりとなる（通常の身分証があるのかは不明）。バッジはねじ止め式で、裏には所属する弁護士協会と会員ナンバーが刻まれているため、通常なら偽物が出現することはありえないが、『3』第3話ではあまりにも稚拙な偽物に裁判所の面々がだまされており、さらに『3』第5話では成歩堂から弁護士バッジを借りた御剣が特別弁護人で弁護人席に立っているなど、身分確認は徹底されておらず、成歩堂と御剣双方からこの国の司法制度について疑問を投げられている。バッジの材質は銀で金メッキが施されており、成歩堂のものは『蘇る』第5話時点でメッキがややはがれているものの、硫化物による腐食はない。バッジの模様は現実同様、向日葵に天秤をあしらった模様だが、成歩堂は「一見して意味が分からない」と発言している。
物語で収入について明確に言及されてはいないが、成歩堂は収入が不安定で金銭面での苦労をしている描写が時折はさまれる一方、星影宇宙ノ介や牙琉霧人のように高級な物品を扱う者も多く、人物ごとに差がある。千尋の収入については「小さな事務所だけど、結構儲かっていた」とされている。
検察官
物語では主に「検事」と呼ばれる。現実と違い所属する官公庁が「検事局」（長は検事局長）になっており、警察とは直接の上司という関係になっている。そのため現場の刑事の失態などについて担当検事が減給処分を下すという展開も多く、「来月の給与査定を楽しみにしておくことだ」というセリフがシリーズの定番となっている。しかし警察局長が御剣以上の権限を持っていると思われる描写もあり、警察との詳細な関係は不明。人事によっては警察局の捜査官から検事になったり、弁護士から検事になるという例もある。検事局においては年ごとに最も優秀な検事に贈られる賞として「検事・オブ・ザ・イヤー」がある。『1』時点では20歳で就任した御剣が日本で最年少の検事だったが、『2』以降の作品では狩魔冥（『2』当時18歳）、牙琉響也（就任当時17歳）、一柳弓彦（就任当時17歳）のようにそれより若い検事が就任している（ただし、冥と響也についてはアメリカで検事資格を取得したことが示されている）。海外の検事が活動するほか、御剣も海外出張を行っており、海外の司法機関との結びつきは強い。定年については不明だが、『1』時点で65歳の狩魔豪は現役で活動している。
現実同様、検事には秋霜烈日のバッジが配布されているが、劇中では弁護士と異なりほとんどの人物がつけていない。これについて巧は「この作品の法制度などはフィクションである」「あの世界ではバッジをつけないのがオシャレ」と解説している。御剣については『検事』シリーズでポケットに入れて持ち歩いていることが判明している。
収入についてははっきりした記述はないが、『蘇る』第5話では御剣についてかなり高給であることが示されている。
裁判官
正式名称「裁判官」で現実同様裁判では「裁判長」と呼ばれる。ほぼ現実の制度と同様の扱いであるが、劇中では就任している人物が少なく、また法廷パート以外での出番も少ないことから具体的な制度や人事などについては不明である。『4』では司法長官に対して裁判長が取り入ろうとしている。裁判官バッジも物語には登場しない。
警察
本作品の警察は警視庁の管轄であることが劇中で示唆されている。糸鋸は所轄署の刑事課に所属する刑事であり、検事の部下という位置づけにされている。所轄署の上位機関として警察局がある。職員にはIDカードが配布されており、警察局の一部の設備を利用するにはIDカードが必要となる。定年は60歳（『検事』第5話）。
現場の初動捜査のほとんどは所轄署の刑事が担当する。『蘇る』では通報から約3分で現場に到着しており、非常に行動が速い。しかし序審法廷制度で逮捕された翌日にすぐ裁判が開廷されることが多く裁判まで捜査に十分な期間が設けられることがなく迅速に容疑者を逮捕するために現場における証拠の見落としや勘違いなども多く、結果として誤認逮捕の件数も非常に多くなってしまっている。そのため物語では「無能」扱いをされることが多いが、必ずしも警察全員が無能なわけでなく、糸鋸と番は無能だが、茜と馬堂は有能。刑事は検事から減給などの処分を受けることも多い。
なお、巧は『4』の開発の際、裁判員制度を取り入れるため足を運んだ法務省で「警察はこんな杜撰な捜査をしない」と指摘されたというエピソードを明かしている。

### アイテム
勾玉（まがたま）
成歩堂が所持する綾里家に伝わる勾玉。元々は真宵が所持していたもので、『2』第2話から成歩堂が真宵から借りて使用している。そのままではただの石だが、『2』第2話で春美が霊力を込めたことで、相手が隠し事をしていることを表す「サイコ・ロック」を見ることができる重要なアイテムとなった。『3』では糸鋸にキャンディーと間違われて食べられたり、『3』第3話では何者かに盗まれたりもした。そして、『3』第5話の事件で成歩堂が御剣に一時的に弁護士バッジと共に貸したこともある。しかし、『3』第5話の事件後、正式に真宵から貰った模様。『2』『3』は証拠品扱いだったが、『4』以降は証拠品扱いではなく、DS・3DS版はタッチパネルまたはXボタン。スマートフォン版は画面をタップして使用することになる。『2』『3』『5』『6』でサイコ・ロックが発動してる人物に勾玉を「つきつける」際に法廷で証拠品を示す時同様「くらえ！」と叫ぶ。
基本的には勾玉を所持していなければサイコ・ロックが見えないが、勾玉が少し離れた場所にあれば持ち主はサイコ・ロックを見ることができる。ただし、勾玉の持ち主が話し相手とある程度距離が近くなければサイコ・ロックは見えず、証人や検事側と一定の距離がある法廷では、サイコ・ロックは通常見えない（『5』で例外あり）。
また、使用者である成歩堂や御剣には霊力がなく、サイコ・ロックを見るためには勾玉に込められている霊力を消費する必要があり、『5』特別編では霊力が尽きたために光らなくなり、サイコ・ロックが見えなくなってしまったが、すぐに春美に霊力を込めて貰い再び光り出した。
腕輪（うでわ）
王泥喜が常に左腕に付けている物。物語で腕輪が反応している時のみ「みぬく」を使用することができる。腕輪は特殊な金属でできており、人の体温に合わせて伸び縮みするため、常に自分の腕とぴったり合うサイズとなっている。そのため、王泥喜が証人の緊張を察知して自身の筋肉に力が入ると、腕輪が腕を締め付けるため「いつみぬけばよいか」がわかる。
モニ太（モニた）
心音が常に首にぶら下げている感情を読み取る機械。主に心音が法廷でカウンセリングとして「ココロスコープ」という能力を使用するために使う。これに自分が読み取った感情を入力し、嘘をついた証人から「ノイズ」を読み取り、相手の言葉の中でムジュンしている感情を指摘し、情報を引き出すことができる。また感情が暴走した相手にも、その原因を指摘することで鎮めることができる。他にも空中で画面を出すこともでき、成歩堂と王泥喜と会話して考え事をする際や心音が事件概要を説明する際に使用することがある。
心音の喜怒哀楽でモニ太の顔と色が変わり、喜が緑、怒が赤、哀が青、楽が黄、無感情では顔が表示されず黒になる。心音自身の感情も読み取られるために時折心音が隠そうとした本音をモニ太が勝手にしゃべってしまったり、モニ太に表示された感情の色で隠している感情をばらしてしまうことがある。

### 法律
序審法廷制度（じょしんほうていせいど）
『1』第2話（『蘇る』第2話）から登場。本作の世界において、刑事事件の審理は、まず起訴された容疑者が有罪か無罪かのみを最長3日以内で審理する「序審」と、有罪が確定した後に被告の量刑などを審理する「本審」とに分かれている。序審法廷制度はその制度の名称。増加する犯罪に対し、迅速に処理できるように制定された。ゲーム中で主人公が参加するのは全てこの序審法廷である。成歩堂は、この制度のことを「簡単にいうと最近、犯罪が多いから、ぱぱっと片付けちゃおうという制度」と説明しており、『4』で成歩堂はこの制度に対し疑問を投げかけている。なお、映画版では「序審裁判」という名称になっている。
『1』（『蘇る』）では制度の開始時期について「2、3年前」という成歩堂の発言があるが、『3』『検事』では御剣のデビュー時である2012年（『1』（『蘇る』）の4年前）には既にこの制度が開始している。
裁判員制度（さいばんいんせいど）
『4』で登場する新しい裁判システム。その内容は、裁判員と呼ばれる人たちが裁判の様子（加えて、それ以前の調査の様子）を別室で視聴し、有罪・無罪の判断を下すというもの。成歩堂が案内役を務める。ゲーム付属の取り扱い説明書に“本当の”裁判員制度の解説があったり、法務省のサイトのURLを記載したりするなど、プレイヤーに対して裁判員制度の見識を広めようとする製作者側の意図も見受けられる。なお、実際の制度はゲーム中のものとは大きく異なる。

### 学校
勇盟大学（ゆうめいだいがく）
『3』『4』で登場した大学。成歩堂龍一の母校。『3』で呑田菊三と美柳ちなみ、『4』で河津京作が在学していたことが明らかになっている。劇中では芸術学部、薬学部、文学部、理工学部の存在が判明。『3』第1話で事件現場になる。『大逆転裁判』で明治時代から創設されていたことが判明。成歩堂龍一の先祖・成歩堂龍ノ介と龍ノ介の親友・亜双義一真の母校でもあった。

### 国家
ボルジニア共和国（ボルジニアきょうわこく）
『4』第3話に登場する歌姫・ラミロアがやってきた国で『検事』第2話に登場するジンク・ホワイト2世の出身国でもある。『検事』において北欧にある小国であることが明かされた。「ボルジニアの布」「ボルジニアのマユ」という特産品がある。劇中では言葉が通じないということを表現するため、象形文字のようなもので描かれている。巧舟自身が製作した『ディノクライシス』の舞台でもある。

### その他
倉院流霊媒道（くらいんりゅうれいばいどう）
『1』『2』『3』『6』に登場しており、非常に霊力の強い家系である綾里家（霊力を有するのは女性のみ）に伝わる“本物の”霊媒術。始祖は綾里供子。他の流派も存在する（『2』の春美の発言から）。名前はクラインの壺からとられたもので、作中では「倉院の壺」と呼ばれる品が度々証拠品として登場する。
倉院流霊媒道の特徴
霊媒の最中、霊媒師自身の意識は完全に途絶え、何も知覚できない状態となり、霊媒を終えた後もその間のことはまったく記憶に残らない。そのため霊媒師自身が霊と意思の疎通をとることはできない。霊媒中は肉体にも変化が起こり、容姿は霊媒対象と同じものに変わり、生前の人格そのままに振る舞う。ホクロなどごく小さな特徴まで再現され、霊媒師本人の外見的特徴はせいぜい装束と毛髪のスタイルくらいにしか残らない。霊媒をするかどうかの主導権は完全に霊媒師側にあり、霊の方から勝手に身体に入り込むことはできない。だが霊媒師が未熟だった場合、霊媒には成功してもその霊を制御しきれなくなる場合がある。なお、霊媒を行うには、霊媒師が霊媒対象となる霊の「顔」と「本名」を知っていなければならない。
チャーリー
成歩堂の事務所に置かれている観葉植物。初登場は『1』第2話からで名前が判明したのは『1』第3話から。種類は「コルディリネ・ストリクター」。事務所が千尋のものだったころから置かれていた。成歩堂によると、「事務所のマスコットキャラクター」。真宵や春美に水を過剰にやられたり、茜の特製化学肥料で妙に黄色くなったりと、散々な目に遭っている。前述したように、成歩堂が来る以前から事務所にあるので、みぬきからは「センパイ」と呼ばれている。
ホテル・バンドー
成歩堂法律事務所の向かいにあるホテルの名前。『1』では「板東ホテル」という名称で小さなビジネスホテルだったが、ある事件以来有名になり「ホテル・バンドー」という名のホテルになり、徐々に大型化していった。『2』には同系列の「ホテル・バンドー・インペリアル」が登場し『3』では街の一角に「バンドーランド」を建設しており、『検事』ではそれが舞台となった。宿泊料金は「ホテル・バンドー」（板東ホテル）が一泊につきシングル6000円、ツイン11000円。「ホテル・バンドー・インペリアル」は1部屋に2名まで宿泊可能で40000円。来賓用のロイヤルスイートは10万円以上になる。
『大江戸戦士トノサマン』シリーズ（『おおえどせんしトノサマン』シリーズ）
『1』第2話から登場。子供向けの人気番組。真宵や10歳前後くらいのヤング、さらに御剣までもが夢中になっている特撮ヒーロー番組で、「大江戸戦士トノサマン」「小江戸剣士ヒメサマン」は毎週金曜日夕方5時に放送していたが、「大江戸戦士トノサマン・丙！」から毎週日曜日朝8時に放送が変更された。英都撮影所で製作されている。「大江戸戦士トノサマン」のストーリーは、ネオ・エドシティを舞台に悪の宿敵アクダイカーンと死闘を繰り広げるというもの。ネオ・エドシティにはネオ・フジヤマも存在する。もう1つの子供向けの番組「忍者ナンジャ」とはライバル関係。ストーリーについては登場人物の口からある程度が語られるのみだが、ゲームの中の世界ではライバル番組を押しのけ絶大な人気を誇っている。成歩堂の携帯の着メロもトノサマンのテーマである。御剣も隠れファンの一人（詳細は御剣怜侍を参照）。
2016年度上半期に始まった「大江戸戦士トノサマン」が、怪人アクダイカーン役の俳優・衣袋武志が殺害されたために突然の打ち切りになってしまったが、ファンの期待に応えるために2016年度下半期の「小江戸剣士ヒメサマン」が制作、そして2017年度の「大江戸戦士トノサマン」の続編「大江戸戦士トノサマン・丙（へい）！」、2018年度には、トノサマンがヒメサマンと結ばれ、間にはワカサマンという子供ができるストーリー（大江戸亭主トノサマンOTTO）に繋がる。2025年の『4』の時点でもシリーズは続いており、「電動伝道師サマンサマン」に続く最新シリーズのタイトルは「ボージャク武人ナニサマン」である。
また、サウンドトラックでは「トノサマンのテーマ」に歌詞が用意されており、ゲーム中では『検事』で子供が口ずさんでいる。2012年の「逆転裁判10周年 特別法廷」では水木一郎がステージ上で歌った。
忍者ナンジャ（にんじゃナンジャ）
『2』第4話から登場。子供向けの人気番組。舞台は室町時代。忍者としては駄目なナンジャには、美しい声という素晴らしい武器が。真っ赤なギターを片手に室町時代の芸能界に殴り込み、スターダムに伸し上がるサクセスストーリー。『2』の荷星の発言によると、元は映画のリメイク作品としての企画だった（『1』第3話で英都撮影所内にポスターが貼られている映画「武士節」が同様のストーリーである）。光映撮影所で製作されており、「大江戸戦士トノサマン」シリーズとはライバル関係で、いつもトノサマンに負けている子供向け番組だが、「全日本ヒーロー・オブ・ヒーロー」で惜しくもグランプリを逃してしまうほどの人気である。放送は「大江戸戦士トノサマン・丙！」からの放送時間と同様毎週日曜日朝8時に放送されている。持ち歌は「抜け忍ララバイ」。2017年の事件で出演の藤見野イサオを失い、番組は打ち切られた。しかし、『検事』第5話で2019年3月14日に『大江戸戦士トノサマン・OTTO』と共に舞台形式のショーが上映された。美雲は「忍者ナンジャ」のファン。
オニャンコポン
『2』第4話から登場。ヒーロー番組であるが、『検事2』での茜の発言によると「放送時間も制作会社も謎」というミステリアスな番組らしい（御剣は「製作会社がつぶれただけ」と考えている）。『検事2』で猿代草太がきているシャツに描かれているのもオニャンコポンである。時の支配者ズルワーンを相手に戦う謎のエスニック・ヒーロー。「全日本ヒーロー・オブ・ヒーロー」にノミネートされており、コアな人気があるが、『5』では『クイズ逆転推理』にて成歩堂が「今時オニャンコポンの人気じゃテレビ出演は無理だろう」と発言しており、人気は落ちてしまった模様。なお、『オニャンコポン』はガーナのアシャンティ人に伝わる神であり、『ズルワーン』はズルワーン教における創造神・時間の神の名前。
脚立（きゃたつ）
シリーズ各作品に必ず1回は登場し、ハシゴとの違いがしばしば議論される。成歩堂編では真宵や茜、糸鋸などが脚立のことを「ハシゴ」と呼び、成歩堂に正されるが「同じようなもの」「もっとホンシツを見よう」と返されるというもの。『4』では、逆に主人公である王泥喜が「もっとホンシツを見よう」という立場になっている。さらに『4』では王泥喜に「面倒だから、まとめて『キャシゴ』と呼ぼう」と言われてしまった。『検事』では、御剣怜侍が「ハシゴ」、美雲が「脚立」と言い、『検事2』では、馬堂が「ハシゴ」、御剣信が「脚立」と言う。また『2』『3』では暖炉と竈の違いについて、『大逆転裁判』ではシャベルとショベル、スコップについて類似の会話が展開される。
タイホくん
警察のマスコットキャラクター。モデルは現実の警視庁のマスコットキャラクター「ピーポくん」。『1』第4話からの警察署・刑事課の背景の人形で登場。刑事課の課長が考えたキャラクターであり、『1』では刑事課のマスコットに留まっていたが、『2』では所轄署の、『3』では警察そのもののマスコットになり、新しい仲間「タイホちゃん」も加わった。「タイホくん」と「タイホちゃん」が結婚する時は、互いに手錠を掛ける。『蘇る』第5話では課長の命令で糸鋸の手で「ダンシングタイホくん」という動くベニヤ板製のロボットが作られ、『逆転裁判』シリーズでキャラクターの仲間入りを果たす。また『蘇る』第5話では事件に強く関わり、成歩堂たちに散々迷惑をかけた。タイホくんに関して、真宵や春美は「カワイイ」と賞賛しているものの、御剣は「カイブツ」「うごめくベニヤ板」と表現しており、かなり評価が分かれている。
『2』第1話・『検事』第1話で須々木マコがタイホくんの服を着ており、バンドーランドのマスコットキャラクターにもなっていた。7年後の世界の『4』では、ガリューウエーブのマスコットキャラクターとして人気を博していて、Tシャツ、ギター化、着ぐるみ化などされ、「レッドタイホ」などの亜種も登場した。『検事』第3話で「プロトタイホくん」「ワルホくん」が新たに加わり、「タイホくん」「タイホちゃん」「プロトタイホくん」「ワルホくん」がキグルミで登場した。『レイトン教授VS逆転裁判』にも「ミスター・タイホ」が登場。
ベントーランド
『蘇る』第5話から登場した弁当屋。普通でまともな弁当を売るが、中には個性的で食べられない弁当も売る。『検事』第2話では羽咲空港でベントーランドの販売員が登場している。
ガリューウエーブ
牙琉響也がリーダー&ボーカル&ギターを務める大人気ロックバンド。メンバーの5人全員が警察関係者で、デビュー曲「恋の禁固刑・13年」をはじめ、発表した曲は全てミリオンセラーになっている。作中で判明しているメンバーは響也と眉月大庵のみ。結成した理由は響也によると「女の子に振り向いてもらいたいから」。『検事』第3話ではマークのみ登場する。現在は解散している。

## 関連商品
作品を横断する商品を記載する。

### サウンドトラック
- 逆転裁判 オーケストラアルバム 〜GYAKUTEN MEETS ORCHESTRA〜（2006年9月30日発売）[56]
- 逆転裁判 ジャズアルバム 〜GYAKUTEN MEETS JAZZ SOUL〜（2007年3月31日発売）[56]

### 書籍
- 逆転裁判 ファンブック（2005年8月発売）
- 逆転裁判 ファンブック 〜なるほど逆転裁判！〜（2006年3月31日発売）
- 逆転裁判 オフィシャルファンブック（2006年6月30日発売）
- 逆転裁判 オフィシャルファンブック Vol.2 （2006年10月27日発売）
- 逆転裁判 オフィシャルファンブック Vol.3（2007年4月12日発売）
- 逆転法廷－裁判員攻略読本－（2009年5月21日発売）
- やさしいピアノ・ソロ 逆転裁判 ベストセレクション（2013年3月28日発売）
- 逆転裁判画集 The Art of GYAKUTENSAIBAN（2007年9月26日発売）
- 逆転裁判 イラストアーカイブス - シリーズ15周年を記念したイラスト集

## メディア展開

### 漫画
『別冊ヤングマガジン』（講談社）にて、2006年8月11日発売の17号から連載開始。また、『週刊ヤングマガジン』（同）にも2007年3月26日発売の17号から2007年4月23日発売の21号まで短期連載されていた。全5巻。さらに、2009年4月13日発売の『週刊ヤングマガジン』20号から御剣怜侍を主人公にした『逆転検事』が連載開始した。こちらは全4巻。
- 脚本:黒田研二
- 漫画:前川かずお
- 監修&協力:CAPCOM

時系列的には『3』以降の物語であるが、具体的に何年後とは設定されておらず、成歩堂や真宵ら主要登場人物の年齢も不明扱いにされている。基本的にオリジナルの登場人物たちによるオリジナルの事件が展開されるが、ゲーム本編のキャラクターも多数登場する。
成歩堂らが「異議あり!」と叫ぶそのフキダシの形と字体、ここぞという局面での顔のアップなど、ゲーム画面で使われている演出の多くがそのままの形で持ち込まれている。『検事』では第一話で一回だけ「これだ!」の演出がゲームと同じものが使用された。

#### 逆転裁判
第1話：風と共に逆転（全1話、『別冊ヤングマガジン』2006年17号）
恋人の不倫相手を殺害した容疑をかけられてしまった矢張を、成歩堂と真宵が弁護する。ほぼ法廷パートにあたる部分から構成されており、担当検事も亜内検事であるなど、ゲーム版の第1話を踏襲したスタイルになっている。
第2話：逆転の死刑台（全4話、『別冊ヤングマガジン』2006年18号 - 2007年21号）
会社員の自殺を巡り、大会社の社長から弁護を依頼される成歩堂。しかしその夜、社長が何者かに殺害されてしまう。容疑者として逮捕されたのは殺害時刻にアリバイのない社長の弟。しかし容疑者が自身のコレクションであるクモたちを燃やすわけがないと思った成歩堂は彼の弁護を担当する。担当検事は本話が初登場の御剣。
第3話：逆転のショータイム（全5話、『週刊ヤングマガジン』2007年17号 - 21号）
真宵と一緒に「キラリン★ショー」を見に遊園地に来た成歩堂だったが、ショーの最中に出演者の一人が刺殺される。状況から司会者の女性が逮捕されるが、成歩堂は弁護を決意。担当検事は御剣。また、ゲーム版のキャラクターである大場カオルも警備員として登場。
第4話：逆転の預言書（全3話、『別冊ヤングマガジン』2007年22号 - 24号）
高菱屋の占いコーナーを訪れた成歩堂と真宵。しかし占いの最中に殺人事件が起こり、死に神に体を乗っ取られると占われた女性が、死体と共に密室の中にいた。そして彼女の手には死に神からのメッセージカードが握られていた。成歩堂はその女性を弁護することになる。今回の担当検事は今回が漫画版初登場の狩魔冥。エンディングシーンのみであるが御剣も登場する。成歩堂が将来ピアニストに転職すると占われる、やたぶき屋のみそラーメンが出てくるなど、『4』との繋がりを匂わせる場面がある。
第5話：天国からの逆転（全2話、『別冊ヤングマガジン』2007年25号 - 2008年26号）
春美が拾った迷子の子猫が、天下そばという食品会社の会長の飼い猫だと推理した成歩堂たちは、子猫を返しにいくことに。しかし、その会長は自宅で変死していた。その容疑者として、会長に暴力を振るわれていた娘が逮捕された。しかし、その娘の証言によると「死んだ母親が天国から帰ってきて、私を助けるために父親を殺した」という。担当検事は御剣。
第6話：逆転食いしん坊（全2話、『別冊ヤングマガジン』2008年27号 - 28号）
成歩堂が真宵や春美と一緒に見ていたテレビ番組「食いしん坊キング」の生放送中に、大食いチャンピオンのジャスティス正義が毒殺され、番組の司会者が容疑者として逮捕されてしまう。番組ディレクターから弁護を頼まれた成歩堂であったが、ディレクターや他の出演者たちは、事件に関わる何らかの秘密を隠しているようだった。担当検事は、第1話以来の登場となる亜内検事。
第7話：逆転力vs神通力（全2話、『別冊ヤングマガジン』2008年29号 - 30号）
第4話で知り合った柊カエデが、怪しげな新興宗教「大天狗会」にはまってしまった。不安になった成歩堂と真宵が本部「奇跡ノ塔」を訪れるが、そこで殺人事件が発生。再び逮捕されたカエデを救うべく成歩堂は弁護を決意する。担当検事は狩魔冥。

##### 登場人物
『風と共に逆転』
新庄 ヒカル（しんじょう ヒカル）
被害者。アクセサリー類を取り扱っている会社「YYカンパニー」の営業部長。高校時代にアメフトをやっていたため、とても大柄な体格をしている。鋭利な刃物で刺され、失血死する。
風間 鈴音（かざま すずね）
矢張の新しい恋人。「成歩堂法律事務所」の近所に住んでいる。髪型は一見ショートボブのようだが襟足が長く、風鈴のような髪型になっており、風鈴の形をしたイヤリングを着用している。
大塚 ヨネ（おおつか ヨネ）
亜内が呼んだ事件の証人。ひょうたん湖の近くにあるアパート「瓦礫荘」の大家。
『逆転の死刑台』
小森 笹夫（こもり ささお）
35歳。被告人。朱宗の弟で無職。普段は別邸に引き篭もり、自分の好きな蜘蛛を育てながら生活している。
小森 朱宗（こもり あかむね）
41歳。被害者。IT企業「サイバープロジェクト」の社長。2週間前に自殺した木村次郎の一件で疑われており、弁護の依頼をするために成歩堂を招いたが、その夜に何者かに別邸に閉じ込められた上で撲殺された。
小森 姫子（こもり ひめこ）
39歳。朱宗の妻。夫婦仲は冷え切っており、態度はそっけない。
小森 沙羅（こもり さら）
19歳。朱宗の娘。自殺した木村次郎の交際相手。次郎の自殺に父が関わっているのではないかと疑っている。髑髏をあしらったアクセサリーを着用している。
木村 初郎（きむら はつろう）
27歳。自殺した木村次郎の兄で電気技師。弟の次郎の自殺の真相を掴むために、頻繁に小森家に立ち寄っている。かなり筋肉質な身体をしており、真宵は「プロレスラーですか？」と質問していた。
木村 次郎（きむら じろう）
サイバープロジェクトの新入社員。才能はあったが傲慢な部分も多く、多数の社員から良い印象を持たれていなかった。重度の蜘蛛アレルギー。事件の2週間前に「蜘蛛が追ってくる」と言い残して自殺している。
山城 亜土（やましろ あづち）
52歳。大学で蜘蛛の研究を行っている教授。頻繁に小森家別邸を訪れ、蜘蛛を見に来ている。笹夫の良き理解者だが、軽薄で信用しづらいところがある。朱宗には頭が上がらない様子。成歩堂に笹夫の弁護を依頼する。
原灰 ススム（はらばい ススム）
警察官。倉庫で寝ていた被告人を発見した。
ヒトミちゃん
笹夫が飼っている蜘蛛の一匹。よく笹夫の元から逃げ出している。お腹に卵を持っており、もうすぐで子どもが産まれるらしい。逃げ出したところを捕まえてもらったお礼に笹夫が成歩堂と真宵に譲渡したことにより、結果的に別邸の火災から逃れたため、笹夫が飼っていた蜘蛛の唯一の生き残りとなった。
『逆転のショータイム』
岡崎 樹里（おかざき じゅり）
22歳。被告人。きらきらランドで行われている大人気のぬいぐるみショー「キラリン★ショー」の司会。まだ新人であり、少しぎこちない。緊張すると左手の親指の爪を噛む癖がある。成歩堂曰く「昔、付き合っていた恋人（ちなみ）に少し似ている」。
一宮 潤平（いちのみや じゅんぺい）
25歳。被害者。きらきらランドの広報部員でピカコリン担当。メンバーの中では一番の若手で、宙返りなどの派手なパフォーマンスが得意だったが、ショーの最中に刺殺された。樹里と付き合っていた。
春日井 浩介（かすがい こうすけ）
37歳。きらきらランドの広報部長。キラリン担当。「キラリン★ショー」を発案、企画した人物で、10年間続いてきたことに並々ならぬ誇りを持っているため、プロ意識が欠けている樹里に厳しくしている。
二子山 豊作（ふたごやま ほうさく）
31歳。きらきらランドの広報部員でデカリン担当。博打で他の社員から借金をしている。
栄 正太郎（さかえ しょうたろう）
16歳。「キラリン★フレンズ」マニア。3歳の時から「キラリン★ショー」をビデオ撮影している。
大場 カオル（おおば カオル）
きらきらランドの警備員。樹里を気に入っていたため、成歩堂に彼女の弁護を依頼する。
『逆転の預言書』
柊 カエデ（ひいらぎ カエデ）
被告人。オカルト好きの女子高生。事件の起こる前に煌城に「死神に取り憑かれる」と占われ、麗華を殺したのも死神に取り憑かれたからだと思い込んでいる。
オラクル麗華（オラクルれいか）
被害者。「高菱屋百貨店」の最上階で開催されている占い広場「フォーチューンサークル」の占い師の一人。地獄門にいる死神から預言書を受け取る「地獄占い」を担当している。100%当たると評判だが、性格は傲慢で他人に平気で暴言を浴びせかけ、気に入らない客は占わないこともあった。カエデを占っている最中に、現場にあった鎌で殺害された。
煌城 マリ子（きらめき マリこ）
「フォーチューンサークル」の占い師の一人。金星に住む宇宙人と交信して未来を占う「金星神占い」を担当している。カエデに「死神に取り憑かれ災いを生む」と占った。事件当時は真宵を占っていた。
クール斉藤（クールさいとう）
「フォーチューンサークル」の占い師の一人。ソフトクリームの舐め方で未来を占う「ソフトクリーム占い」を担当している。「〜がね」が口癖。髪と顎鬚がソフトクリームのような形をしている。成歩堂に「将来はピアニストになる」と占った。麗華や煌城に比べると人気は薄い。彼のソフトクリームの味はなかなか美味しいらしく、事件解決後に御剣が2つも持ってうまいと言うほど。
日影 稔（ひかげ みのる）
「フォーチューンサークル」の占い師の一人。台風で占い師が来られなかったため、臨時の代行として手相占いを担当している。元々は「YYカンパニー」の人事部庶務課長で、占いは2週間前から始めたばかりの趣味程度のもの。極度の潔癖症で、触られた場所を2分以上かけて洗う癖があり、客の手に朱墨を付けて取った手形から手相を見る。事件当時は成歩堂を占っていた。
ムチポン
「フォーチューンサークル」の占い師の一人。台風で占い師が来られなかったため、臨時の代行として「ムチムチ占い」を担当している。その正体は検事の狩魔冥で、彼女の父の知人の依頼で仕方なくやっていたが、占いには全く興味が無いために鞭を振るって全ての来客を追い返していた。
『天国からの逆転』
金成 月美（かねなり つきみ）
20歳。被告人。二八の一人娘。普段からストレスを感じていた二八から暴力を振るわれており、頭に包帯を巻いている。事件の当夜に死んだはずの母親と出会っており、「母親が犯人だ」と主張する。真宵と顔なじみ。
金成 二八（かねなり にはち）
69歳。被害者。月美の父であり、そばを素材にした食品会社「天下そば」の会長。自宅の寝室で、持病のそばアレルギーによるアナフィラキシーで死亡していた。生前は強引な経営を行っており、そのために多くの人から恨みを買っていた。
希代 盛恵（きだい もりえ）
金成家の家政婦。16年前から金成家で炊事・洗濯・掃除の他、事務系の仕事もこなしている。
愛沢 夢子（あいざわ ゆめこ）
「ドリーム診療所」院長で、二八の主治医。アメリカで医学を学び、10年前に帰国して診療所を開業した。
金成 霞（かねなり かすみ）
月美の母。16年前に交通事故で死亡している。
リューイチ
春美が連れてきた子猫。成歩堂と眉毛の形が似ている。二八が飼っていたペットのショコランと仲が良い。
ショコラン
二八が飼っていたペルシャ猫。小さなリボンを着けている。リューイチと仲が良い。
『逆転食いしん坊』
鳥山 良澄（とりやま よしずみ）
26歳。被告人。「まんぷくテレビ」アナウンサー。フードファイト番組「食いしん坊バトル」の司会を務めている。新人時代から世話になったジャスティスを尊敬している。
ジャスティス正義（ジャスティスまさよし）
29歳。被害者。マジシャンだった前歴を持ち、「食いしん坊バトル」でのデビュー戦以来、全戦無敗を誇る大食いチャンピオン。「自分には厳しく、相手には優しく」を信条とし、常にフェアプレーを好んだためにファンが多く、食品業界最大手「ニコニコフーズ」のイメージキャラクターに起用されていたが、生放送中に青酸カリによって毒殺された。決め台詞は「完ショック!!」。
絵古リサ（えこリサ）
28歳。食いしん坊ファイターの一人。ゴミの分別などを徹底したエコロジストで、食べ物を大事にしない日本人を正すために参加している。上品に食べるだけではなく、食べカス一つ残さない食べ方をする。鳥山とは犬猿の仲。ジャスティスの死は自分のせいだと思っている。髪型がリサイクルマークのような形状をしている。
マッスル猛虎（マッスルたけとら）
34歳。食いしん坊ファイターの一人。筋肉質の大男で、どんな食べ物でも自分の腕力で押し潰して体積を小さくしてから食べる戦法を行っている。
竜巻 嵐（たつまき らん）
18歳。食いしん坊ファイターの一人。大のマヨネーズ好きで、どんな食べ物でも竜巻のようにマヨネーズをかけてから食べる。マヨネーズが切れてしまったため、予選2回戦で敗退した。
炎 火炎（ほむら かえん）
食いしん坊ファイターの一人。昔からコーラの一気飲みが得意だったという理由から参加していた。極度の潔癖症であるため、どんな食べ物でも火を通してから食べていたが、予選1回戦で敗退した。その正体は、以前の「死神殺人事件」で占い師の代行をしていた日影稔。
子門 道真（しもん みちざね）
47歳。「まんぷくテレビ」プロデューサー。自身が手がけた企画であるため、事件の影響で番組が打ち切りになる事態を何よりも恐れている。以前の「蜘蛛屋敷事件」と「きらきらランド事件」の報道から成歩堂のことを知っており、彼に鳥山の弁護を依頼する。
本土坊 薫（ほんどぼう かおる）
「吐麗美庵」店長。予選1回戦にて「蜂蜜たっぷりの激甘カレー」を披露した。
やたぶき屋の主人
屋台ラーメン「やたぶき屋」の店主で『4』の矢田吹麦面の先代主人。本名不明。決勝戦にて「超大盛激辛味噌ラーメン」を披露した。最近、一日二食限定の新作「黄金チャーシューメン」を開発したらしい。
『逆転力VS神通力』
柊 カエデ（ひいらぎ カエデ）
被告人。以前の「死神殺人事件」で被告人となった女子高生。本物の天狗を見てみたいという理由から新興宗教団体「大天狗会」の信者となって調査をしていたが、活動に熱中してしまうほど嵌まり込んでしまった。
細々木 陰朗（ほそぼそき かげろう）
34歳。被害者。「GI（ゴーストみたいに陰気くさい）カゲロー」を自称する私立探偵で、狩魔冥の知り合い。右足を骨折しており、松葉杖を突きながら歩く。「大天狗会」を告発するために調査を行っていたが、何者かに撲殺された。
姫天狗（ひめてんぐ）
31歳。「大天狗会」教祖。本名不明。過去に同様の手口を使った詐欺罪で逮捕された経歴があり、今回も熱心な信者から集めた布施で豪遊していたことから怪しまれている。
力天狗（ちからてんぐ）
32歳。「大天狗会」幹部。本名不明。姫天狗の右腕的存在。屈強な大男で、調査に来ていた陰朗を何度も追い返していた。
万天狗（よろずてんぐ）
29歳。「大天狗会」幹部。本名不明。姫天狗を敬愛しており、雑用などを行っていた。

#### 単行本
1. ISBN 978-4-06-361548-7（2007年4月6日発売）
2. ISBN 978-4-06-361564-7（2007年6月6日発売）
3. ISBN 978-4-06-361628-6（2007年12月6日発売）
4. ISBN 978-4-06-361697-2（2008年7月4日発売）
5. ISBN 978-4-06-361741-2（2008年12月5日発売）

- 天才検事・御剣編（廉価版） ISBN 978-4-06-374987-8（2012年1月4日発売）
- 女検事・狩魔冥編（廉価版） ISBN 978-4-06-375003-4（2012年2月8日発売）

#### アンソロジー
- 逆転裁判コミックアンソロジー（2002年7月27日発売）
- 逆転裁判 I&II アンソロジーKINGDOM（2003年8月12日発売）
- 逆転裁判 I&II 4コマKINGDOM（2003年9月27日発売）
- 逆転裁判3 4コマKINGDOM（2004年3月27日発売）
- 逆転裁判 オフィシャルアンソロジーコミック 成歩堂 編（2006年3月28日発売）
- 逆転裁判 オフィシャルアンソロジーコミック 御剣 編（2006年3月28日発売）
- 逆転裁判 オフィシャルアンソロジーコミック 成歩堂 編（2）（2006年9月29日発売）
- 逆転裁判 オフィシャルアンソロジーコミック 御剣 編（2）（2006年9月29日発売）
- 逆転裁判4 アンソロジーコミック（2007年8月1日発売）
- 逆転裁判アンソロジーコミック プレイバック！成歩堂（2007年9月1日発売）
- 逆転裁判キャラクターズ 4コマKINGDOM（2007年10月12日発売）
- 逆転裁判 オフィシャルアンソロジーコミック成歩堂編【新装版】（2010年3月25日発売）
- 逆転裁判 オフィシャルアンソロジーコミック御剣編【新装版】（2010年3月25日発売）

### 小説

#### IN★POCKET
『IN★POCKET』2007年6月号（2007年6月15日発売）・同年7月号（2007年7月13日発売）に掲載。7月号編集後記に「第二話は目下準備中」と告知されたものの、第二話以降は発表されていない。
- 作:黒田研二
- 絵:前川かずお
- 監修:CAPCOM

第一話：逆転の架け橋（全2回、『IN★POCKET』2007年6月号 - 7月号）
法廷での勝利のお祝いに「やたぶき屋」でラーメンを食べている成歩堂と真宵に、店主矢田吹からお祝いとして豪華な具材入りの「特製ラーメン」をおごられる成歩堂。だが、その交換条件として常連客の女子大生カナエの弁護を依頼される。殺されたのは人気俳優大河内ヒカル。ヒカルの熱烈な追っかけをしており、殺害現場のホテルにまで宿泊していたカナエに容疑がかけられたという。「『やたぶき屋』のみそラーメン好きに悪い人はいない」という真宵に促され、成歩堂は弁護を引き受ける。

##### 登場人物
鈴木 香菜恵（すずき かなえ）
被告人。ヒカルの追っかけをしている20歳の女子大生。普段はおとなしいが、ヒカルについて語りだすと誰にも止められない。
大河内 ヒカル（おおこうち ヒカル）
被害者。プレイボーイのイケメン俳優。撮影中の映画「爆裂! 男魂」の主役。映画の撮影が行われ関係者が宿泊もしていたホテルの自室で頭部を強打され首の骨まで折れた遺体で発見された。
綾小路 きらら（あやのこうじ きらら）
目撃者。15歳の人気アイドルで綾小路財閥の一人娘。自称「ヒカル様の大ファン」。映画「爆裂! 男魂」ではヒカルの妹役。
西牟田 弘毅（にしむた ひろき）
目撃者。映画「爆裂! 男魂」の監督。ラフな装いの50歳も半ばを過ぎている筋肉質な大男。20本以上の傑作映画を世に出し多数の受賞歴がある。
矢田吹（やたぶき）
ラーメン店「やたぶき屋」店主。常連客カナエの弁護を成歩堂に依頼。

#### 角川つばさ文庫
小学上級以上向けのオリジナルストーリー。作:高瀬美恵、挿絵:菊野郎。
逆転裁判 逆転アイドル（2016年6月15日発売、ISBN 978-4-04-631603-5）
あらすじ
みぬきのショッピングモールでのイベントにやってきた成歩堂たち。そんな中、みぬきと共にイベントで共演していたお笑いアーティストの「直滑降ナダレ」が控え室で殺害された。逮捕されたのは同じく共演者で人気アイドルの「百ヶ谷スモモ」。どう考えても犯人はスモモ以外に考えられない中、みぬきの懇願もあり弁護を引き受けた成歩堂。しかしスモモは頑なに口を閉ざし、真実を一切語ろうとしない。さらに、対する検事は元死刑囚である夕神迅だった。
逆転裁判 逆転空港（2017年2月15日発売、ISBN 978-4-04-631678-3）
あらすじ
休暇をもらって一人旅を楽しもうと海辺野空港に降り立った王泥喜。手荷物検査場で搭乗手続きをしようとした矢先、前に並んでいた男が突然倒れてきた。絶命した男の横で呆然とする王泥喜の手には、血の付いたアイスピックが握られていた。「裏無正道」殺害容疑で逮捕された王泥喜を救うため、成歩堂と心音が立ち上がった。しかし、目撃者の証言も取れず物的証拠もないため圧倒的不利な状況に立たされる成歩堂たち。さらに、現場捜査を進めていくと、そこには検事局長である御剣の姿があった。

##### 登場人物
『逆転アイドル』
百ヶ谷 スモモ（ももがや スモモ）
被告人。大ブレイク中のフルーツ・カッティング・アイドルで、伝説のボクサーである百ヶ谷モモタを父に持つ。成歩堂に弁護を依頼するも、真実を一切語ろうとしない。
直滑降 ナダレ（ちょっかっこう ナダレ）
被害者。自称お笑いアーティスト。初対面にもかかわらずタメ語で話す生意気なところがある。お笑いアーティストを自称している割にネタはちっとも面白くない。自身の控え室で刺殺された状態で発見された。
雨宮 真実夫（あまみや まみお）
ショッピングモール「ペガサス・タウン」のオーナー。温厚で律儀な性格。若い時に俳優を目指していたことから、若者を応援したい一心で今回のイベントを企画した張本人。
佐々江 月人（ささえ つきひと）
スモモのマネージャー。小太りな男。
書見 徹夜（しょみ てつや）
目撃者。ペガサス･ブックセンターに勤める店員。陰気くさく、愛想がない男。読書キャンペーンのゆるキャラである「ヨメッテーノちゃん」のスーツアクターも兼任している。
華屋 飾（はなや かざる）
目撃者。ロマンティック･ファッション「ブティック･カリフラワー」の男性店員。「○○ですわ」「○○ですのよ」など、女性のような言葉遣いが特徴。ファッションにうるさい。
磯木 ますえ（いそぎ ますえ）
ペガサス・タウンに勤める女性従業員。自身のパスケースを何度も紛失するなど、おてんばな性格。
『逆転空港』
天駆 メグル（あまかけ メグル）
王泥喜の友人で、現場近くのラーメン店「大空軒（たいくうけん）」を営む2代目店主。事件発生の直前に、被害者と何かを話していた。
裏無 正道（うらなし まさみち）
被害者。「みなさまに届けたい、純白のかがやき！」というキャッチコピーの通り、クリーンなイメージをモットーとする有力な政治家。事件現場となった海辺野（うみべの）空港の建設に尽力した。手荷物検査場で突然倒れ、死亡した。
天駆 ワタル（あまかけ ワタル）
メグルの弟で小学生。事件当日、色の黒い飛行機が素早く飛んでいくのを目撃した。
天駆 トシナリ（あまかけ トシナリ）
メグルとワタルの祖父で、大空軒の初代店主。被害者の裏無とは小学生時代からの知人だが、日頃から周囲に裏無の悪口を言って回るなど犬猿の仲。虫捕り網を持っているが、その理由はゴミをキャッチするためだという。孫たちには甘い性格。
内須 秀人（ないす しゅうと）
目撃者。手荷物検査場の職員。名前の通りサッカー好きで、事件発生時も手荷物検査の傍らロビーに設置されたテレビでサッカー中継を見ていた。
神宮寺 花子（じんぐうじ はなこ）
目撃者。華道「神宮寺流」の家元。華道の家元を語る割には、茶道に琴、着付けに書道、タロット占いにカラオケなど手広くやっているという胡散臭さが目立つ人物。「○○ざーす」という言葉遣いが特徴。
日保倉 道長（ひぼくら みちなが）
裏無の主治医。口髭を生やしており、白髪交じりの小太りな男。事件発生直後に職員や旅客が待合室に向かう中、白井とともに待合室に行かなかった。
白井 太志（しらい たいし）
裏無の秘書。秘書らしくとても冷静な人物。事件発生直後に身体検査を提案した反面、日保倉とともに待合室に行かなかった。

#### 逆転裁判 時間旅行者の逆転
2017年にシリーズ15周年記念として『ミステリマガジン』に全4回で掲載され、ハヤカワ文庫から文庫本が発売された。小説は円居挽が手掛けている。時系列は15年前の事件が起きたのがDL6号事件が起きる2か月前であり、この裁判終了後にDL6号事件が起こっている。15年後の事件は『逆転裁判』2話 逆転姉妹が起きてから3週間後、トノサマン事件が起きる13日前の出来事である。
あらすじ
2016年10月、新米弁護士・成歩堂龍一のもとに助手の真宵が依頼人―尾根紡優子を連れてくる。彼女は2001年に起きた事件から逃れるため、タイムトラベルしたと主張する。やがて明らかになる、優子が被告とされた15年前の密室殺人事件。25年間無敗の検事・狩魔豪と敏腕弁護士・御剣信が激突したその裁判は、被告逃亡のため判決が凍結されていた。

##### 登場人物
過去編（15年前）
尾根紡 優子（おねぼう ゆうこ）
24歳。被告人。勇盟大学工学部の大学院生でラボキタミタで助手をしている。タイムマシンを作るのが夢で、北三田耕太の15年後からタイムトラベルして来たという話を信じ、壊れたタイムマシンを直すのを手伝っていた。北三田耕太の殺人容疑で逮捕されるが事件の判決を待たずして留置所から忽然と姿を消した。
北三田 耕太（きたみた こうた）
被害者。半年前突然尾根紡優子の前に現れ、自分は15年後からタイムトラベルして来たと話した。ラボキタミタで壊れたタイムマシンを直していたが、何者かに脇腹をナイフで刺され死亡した。
嬉野 常法（うれしの じょうほう）
談壇寺の住職で関西弁を話す。寺の敷地内にあるラボキタミタの建物のオーナー。
北三田 由吉（きたみた ゆきち）
60歳。総白髪の男で一代でグループを大きくしてきた金持ち。小森耕太は娘の婚約者にあたる。
小森 耕太（こもり こうた）
32歳。研究者。研究者にしては均整の取れた体格の持ち主。身体を鍛えているせいか年の割には若く見られる。アンチエイジングを主に研究しており、コールドスリープ装置の研究をしている。北三田エリカの婚約者。
北三田 エリカ（きたみた エリカ）
北三田由吉の娘で、小森耕太の婚約者。大人しそうな性格。
青柳 恭介（あおやなぎ きょうすけ）
32歳。6年前、北三田由吉が集めた研究者の一人。タイムマシンの研究をしていた。
青柳 大気（あおやなぎ たいき）
青柳恭介の甥っ子で勇盟大学の経済学部に通う三年生。勇盟大学の近所にある学生向けマンションに一人で暮らしている。些細なことで落ち込む癖があり、その度に誰かに電話している。
現在編（15年後）
尾根紡 優子（おねぼう ゆうこ）
24歳。被告人。近所で困っていたところを綾里真宵に発見され、成歩堂法律事務所に連れてきた。成歩堂たちに自分が15年前からタイムトラベルして来たといい、その後事務所を飛び出してしまうが、次の日雲野蔵人の殺人容疑で逮捕されてしまう。尾根紡優子が成歩堂の名刺を持っていたため、成歩堂法律相談事務所に連絡がいき、成歩堂が弁護を引き受けることになった。
雲野 蔵人（うんの くらうど）
被害者。北三田耕太の個人的に取引していた業者の一人。北三田研究所の第一実験室で被害者が持ち込んだカプセルの中で凍っていた。
北三田 耕太（きたみた こうた）
47歳。北三田研究所の所長。事件以降連絡が取れなくなっている。3年前に、家族旅行で義父の北三田由吉と妻の北三田エリカをクルーザーの遭難事故で亡くしている。
溜田 カンナ（ためだ カンナ）
女性刑事。今回の事件を担当している。下町育ちで喧嘩っ早い。からかわれるのを一番嫌う。減給で晩ご飯のおかずが悲しいことになると発言していたことから、減給になにかトラウマがある模様。
矢張 政志（やはり まさし）[ヤハリ]
23歳。成歩堂の小学校時代からの親友。北三田研究所で警備のバイトをしていた。倒れていた尾根紡優子を見つけた第一発見者でもある。
嬉野 常法（うれしの じょうほう）
談壇寺の住職。先代の嬉野常法と違い、標準語を喋る。
雁暮（かりぐらし）
雲野蔵人が借りている「雁暮コンテナサービス」の経営者。
青柳大気（あおやなぎ たいき）
青柳恭介の甥っ子。結城商事の第二事業部フェイバリットフード課課長代理を務めている。
天内（あまない）
北三田研究所副所長。
二階（にがい）
北三田研究所の秘書。

### テレビドラマ
2007年のゴールデンウィーク期間中、本作品の世界観を実写化したテレビドラマ『逆転裁判ミステリー劇場』が、日本テレビとごく一部の系列局で放送された。内容は「尋問中に突然停電が発生し、電気が復旧すると証人が死亡していた。犯人は検事と弁護士のどちらか」というもの。
放送初日の5月1日から、『逆転裁判4』公式ホームページ上にて解答編が配信されている。
- サイバンチョ - 赤星昇一郎
- 弁護士（男） - ユリオカ超特Q
- 検事（女） - 吉田羊

### 宝塚歌劇
宝塚歌劇団によって以下の4作品が上演されている。いずれも鈴木圭が脚本と演出を担当し、宙組公演で初演している。
- 逆転裁判 -蘇る真実-（2009年2月初演、蘭寿とむ主演）
- 逆転裁判2 -蘇る真実、再び…-（2009年8月初演、蘭寿とむ主演）
- 逆転裁判3 検事マイルズ・エッジワース（2013年1月初演、悠未ひろ主演）
- 大逆転裁判 -新・蘇る真実-（2023年7月初演、瑠風輝主演）

### 舞台劇

#### 逆転裁判 〜逆転のスポットライト〜（2013年）
2013年7月31日から8月4日まで、六行会ホールで公演。斎藤栄作が脚本、スーパー・エキセントリック・シアターの大関真が演出を担当。
- 成歩堂龍一 - 兼崎健太郎
- 御剣怜侍 - 和田琢磨
- 綾里真宵 - 荻野可鈴
- 矢張政志 - 林明寛
- 糸鋸圭介 - 磯貝龍虎
- 荷星三郎 - 杉原勇武
- 芽多田内亨 - 富田翔
- 美惑埜香 - 護あさな
- 団勇矢 - 出口哲也
- 裏野力 - 粕谷佳五
- 華煮衝江里斗 - 吉田幸宏
- 三大寺夢子 - 石原あつ美
- 大場カオル - 久下恵美
- 日陰ツトム - 角野哲郎
- ミヤコ蛾々 - 兎本有紀
- 裁判長 - 井上浩
- バッファロー千種 - 祖父江桂子
- 劇団員 - 服部紗弥

#### 逆転裁判 〜逆転のスポットライト〜（2014年）
2014年4月9日から13日まで、草月ホールで公演。前回に引き続き斎藤栄作が脚本、スーパー・エキセントリック・シアターの大関真が演出を担当。前回から一部キャストが変更された。
- 成歩堂龍一 - 兼崎健太郎
- 御剣怜侍 - 和田琢磨
- 綾里真宵 - 荻野可鈴
- 矢張政志 - 林明寛
- 糸鋸圭介 - 磯貝龍虎
- 荷星三郎 - 小笠原健
- 芽多田内亨 - 富田翔
- 美惑埜香 - 虎南有香
- 三大寺夢子 - 栞菜
- 華煮衝江里斗 - 寺山武志
- 裏野力 - 土井一海
- 団勇矢 - 出口哲也
- 大場カオル - 久下恵美
- 日陰ツトム - 角野哲郎
- 裁判長 - 井上浩
- バッファロー千種 - 祖父江桂子
- 劇団員 他 - 服部紗弥
- ミヤコ蛾々 - 隅田美保（アジアン）

#### 逆転裁判2 〜さらば、逆転〜（2015年春）
2015年4月29日から5月10日まで、俳優座劇場で公演。『逆転裁判 〜逆転のスポットライト〜』に続き斎藤栄作が脚本、大関真が演出を担当。
- 成歩堂龍一 - 渡辺大輔
- 御剣怜侍 - 和田琢磨
- 綾里真宵 - 荻野可鈴 / 椎名ひかり（Wキャスト）
- 矢張政志 - 林明寛
- 糸鋸圭介 - 磯貝龍虎
- 虎狼死家左右エ門 - 富田翔
- 狩魔冥 - 楠世蓮 / 藤嵜亜莉沙（Wキャスト）
- 華宮霧緒 - 石井美絵子
- 天野由利恵 - 小池唯
- 大場カオル - 久下恵美
- 綾里春美 - 漆原志優 / 髙野友那（Wキャスト）
- 藤見野イサオ - 加藤良輔
- 裁判長 - 外波山文明
- 王都楼真悟 - 太田基裕

#### 逆転裁判2 〜さらば、逆転〜（2015年秋）
2015年10月31日から11月8日まで俳優座劇場で、11月21日から23日までABCホールで公演。前回に続き斎藤栄作が脚本、大関真が演出を担当。前回から一部キャストが変更された。
- 成歩堂龍一 - 渡辺大輔
- 御剣怜侍 - 和田琢磨
- 綾里真宵 - 荻野可鈴 / 椎名ひかり（Wキャスト）
- 矢張政志 - 林明寛
- 糸鋸圭介 - 磯貝龍虎
- 虎狼死家左右エ門 - 富田翔 / 宮下雄也 / 榊原徹士（Wキャスト）
- 狩魔冥 - 楠世蓮 / 藤嵜亜莉沙（Wキャスト）
- 藤見野イサオ - 石川シン
- 華宮霧緒 - 石井美絵子
- 天野由利恵 - 永吉明日香
- 大場カオル - 久下恵美
- 綾里春美 - 漆原志優 / 髙野友那（Wキャスト）
- 裁判長 - 外波山文明
- 王都楼真悟 - 廣瀬大介

#### 逆転裁判 〜逆転のGOLD MEDAL〜（2019年）
2019年1月16日から1月21日までシアター1010で公演。前回に続き斎藤栄作が脚本を担当し、演出はほさかようが担当。
- 成歩堂龍一 - 加藤将
- 御剣怜侍 - 小波津亜廉
- 綾里真宵 - 中村麗乃（乃木坂46）
- ゴドー - 友常勇気
- 糸鋸圭介 - 鈴木雅也
- 矢張政志 - 反橋宗一郎
- 狩魔冥 - 花奈澪
- 大場カオル - 久下恵美
- 深鴫ヨーコ - 大矢真那
- ヨークシャー・ベルジャン - 小南光司
- ジャック・クローマック - 小西成弥
- アンティーノ・ニバンテス - 田上ひろし
- マルデア・バレンボー - 鵜飼主水

外部リンク
- 逆転裁判 逆転のスポットライト

### 映画
2012年2月11日に東宝系で公開された映画。監督は三池崇史、主演は成宮寛貴。

### テレビアニメ
2016年4月2日から9月24日まで読売テレビ・日本テレビ系列にて放送。『逆転裁判』第1話から第4話、『逆転裁判2』第2話から第4話、アニメオリジナルエピソード1話を、全24話で描いている。
2018年10月6日から2019年3月30日まで同放送局でSeason2が放送。『逆転裁判2』第1話、『逆転裁判3』で描いている。

### オーケストラコンサート
2008年の4月と9月に開催されたオーケストラコンサートで内容は、ほぼ同じである。

#### 逆転裁判 特別法廷2008 オーケストラコンサート〜GYAKUTEN MEETS ORCHESTRA
2008年の4月に行われたオーケストラコンサートである。
会場では逆転裁判シリーズのグッズが販売された。イラスト展示コーナーには、デザイナーの岩元辰郎、塗和也による描き下ろし作品をはじめとした雑誌表紙用のイラストなどが飾られていた。
コンサートの前には『逆転検事』の制作発表会があり、プロデューサーの江城元秀、ディレクターの山﨑剛、デザイナーの岩元が登壇した。
会場にはスクリーンが設置してあり、演奏に合わせてゲーム画面をつなぎ合わせて作られたムービー流され、10曲目は歴代のキャラクターたちが登場し、事件を振り返るというものであった。
演奏は東京フィルハーモニー交響楽団で指揮は栗田博文が務めた。
- 公演名 「逆転裁判 特別法廷2008 オーケストラコンサート」〜GYAKUTEN MEETS ORCHESTRA〜
- 開催日 2008年4月20日（日）
- 開演時間 13時開演 *11時30分開場
- 会場 新宿文化センター
- 演奏 東京フィルハーモニー交響楽団
- 指揮者 栗田博文
- 編曲 岩垂徳行
- スペシャルゲスト 霜月はるか
- ゲスト指揮者 巧舟

演奏曲
- 1 王泥喜 法介 新章開廷
- 2 逆転裁判1 - 3 法廷組曲
- 3 芝九蔵 虎ノ助〜スウィンギン・ゼニトラ
- 4 ゴドー〜珈琲は闇色の薫り
- 5 大いなる復活〜御剣 怜侍
- 休廷
- 6 逆転裁判4 法廷組曲
- 7 悪漢組曲
- 8 恋するギターのセレナード
- 9 綾里 真宵〜逆転姉妹のテーマ
- 10 逆転裁判3 終幕
- アンコール
- 1 大江戸戦士トノサマン
- 2 成歩堂 龍一 〜異議あり！

- サウンドトラック
  - 逆転裁判 特別法廷2008 オーケストラコンサート 〜GYAKUTEN MEETS ORCHESTRA〜（2008年7月16日発売）[56]

#### 逆転裁判 特別法廷2008秋 オーケストラコンサート
9月の公演では逆転裁判の舞台化の決定が発表され、成歩堂龍一役の蘭寿とむのビデオレターが上映された。この時、蘭寿とむは『逆転裁判ファンブック』のキャラクター診断テストに挑戦するが、御剣にあたってしまった。
- 公演名：「逆転裁判 特別法廷2008秋 オーケストラコンサート」
- 開催日：2008年9月23日（火・祝）
- 開演時間：昼公演 13時00分開演／12時00分開場
- 夜公演 17時30分開演／16時30分開場
- 会場：オーチャードホール
- 演奏：東京フィルハーモニー交響楽団
- 指揮者：栗田博文
- 編曲：岩垂徳行
- スペシャルゲスト：霜月はるか

演奏曲
- 1 王泥喜 法介 新章開廷
- 2 逆転裁判1 - 3 法廷組曲
- 3 芝九蔵 虎ノ助〜スウィンギン・ゼニトラ
- 4 ゴドー〜珈琲は闇色の薫り
- 5 大いなる復活〜御剣 怜侍
- 休廷
- 6 逆転裁判4 法廷組曲
- 7 悪漢組曲
- 8 恋するギターのセレナード
- 9 綾里 真宵〜逆転姉妹のテーマ
- 10 逆転裁判3 終幕
- 11 大江戸戦士トノサマン
- 12 成歩堂 龍一 〜異議あり！

アンコール
- 1 タイホくん行進曲

なお検査官組曲とタイホくん行進曲は逆転検事LIMITED EDITIONオーケストラミニアルバムに収録されている。

### 遊技作品
- CR逆転裁判（2016年、平和）
- パチスロ逆転裁判（2017年、エンターライズ）

### その他作品

#### 特別法廷
2005年以降、主に逆転シリーズの新作発表の際に東京ゲームショウ（TGS）やシリーズ公式イベント、動画サイトで公開されるプロモーション映像。
主要キャラクターが大した重罪にもならない裁判を行い、新作の宣伝を行いながらギャグ調で進める内容となっている。主要キャラクターはフルボイス（PV・『5』以降と同じ声優）で喋る。
このプロモーション映像の一部は該当作品の限定版付属のDVDにて視聴可能となっている。

#### つくろう! 逆転裁判
『逆転裁判 配信版』で2008年3月11日から7月10日まで配信されていたFlashアプリケーション。『逆転裁判 配信版』の宣伝用として配信されていたために、短期間で配信を終了した。
ゲーム中の法廷パートにあたる部分を、自らオリジナルで作り上げることができる。
2016年には逆転裁判6の発売を記念して4月27日から5月25日の期間限定で復活した。

### 体感型イベントなど
2013年7月にThanks Lab・DxL CREATION・Planet Kids Entertainment主催の体感型推理ゲーム『逆転裁判 逆転への挑戦 in ジョイポリス』が東京ジョイポリスにて約2ヶ月弱の間に全13日間実施された。本イベントはPKシアターとのコラボレーションによるもので逆転裁判5の発売を記念したイベントである。好評により追加公演され、2013年9月より約1週間半の間に全6日間実施された。
同イベントは逆転裁判123 成歩堂セレクションの発売を記念して、またも東京ジョイポリスで2014年4月に『逆転裁判 再演 逆転への挑戦inジョイポリス～』として約1ヶ月の間に全8日間実施。主催はThanks Labが抜け、ポリゴンマジックが加わった。制作はPKシアターのままである。
初演・再演ののち、再び東京ジョイポリスで2014年10月に『逆転裁判 逆転への挑戦2 in ジョイポリス』として約1ヶ月の間に全9日間実施された。主催と制作は『再演』と変わりない。
2015年4月24日には館内回遊型推理アトラクション『逆転裁判 in ジョイポリス』が東京ジョイポリスにオープンした。オープン時には第1話「逆転のFly High」のみ公開され、7月18日（土）から第2話「逆転の密室」、9月17日（木）から第3話「逆転のドン」が公開されている。
2019年7月26日よりなぞともカフェ（バンダイナムコアミューズメント）とのコラボレーションイベント『『逆転裁判』 in なぞともカフェ』で、謎ときアトラクション『謎ときアトラクション「逆転裁判 逆転のタイムリミット」』を実施した。新宿店、渋谷店、京都新京極店、なんばパークス店、名古屋栄店の全店で開催され、名古屋栄店のみ8月25日まで、他は12月15日まで利用可能だった。

## 他作品での出演
- SNKとカプコンのキャラクターが一堂に会するニンテンドーDS用ソフト『SNK VS. CAPCOM カードファイターズDS』には、成歩堂、御剣、狩魔冥、千尋がカードとして登場している。
- Wii用ソフト『WE LOVE GOLF!』では、一定の条件を満たすと様々なカプコンキャラクターのコスチュームを入手でき、その中には王泥喜のコスチュームがある。
- 巧舟がディレクターを務めたニンテンドーDS用ソフト『ゴースト トリック』では、主に小道具や人物の衣服などに逆転裁判シリーズを連想させるネタが様々な形で登場している。
- PS3、Xbox 360、PS Vitaで発売された対戦型格闘ゲーム『ULTIMATE MARVEL VS. CAPCOM 3』では、成歩堂がプレイヤーキャラクターとして登場。日本版の名前表記は「NARUHODO-KUN（ナルホドくん）」であり、日本語ボイスは鳥海浩輔が担当。真宵、ミサイル、裁判長（彼のみボイスあり）も攻撃・登場時の演出で登場する。
- ブラウザゲーム『鬼武者Soul』では、カプコンヒロインズとして真宵、狩魔冥、美雲が武将となって登場する。
- iOS・Android用ゲームアプリ『ストリートファイター×オールカプコン』の参戦タイトルに本シリーズがあり、多数のキャラクターが登場している。
- ニンテンドー3DS用ソフト『PROJECT X ZONE 2:BRAVE NEW WORLD』では成歩堂と真宵がソロユニット、御剣がイベント専用キャラクターとして登場する。
- TCG『デュエルマスターズ』のブースター『超ブラック・ボックス・パック』に収録されているカード「終末の時計（ラグナロク）ザ・クロック」に成歩堂が描かれている。
- ニンテンドー3DS用ソフト『太鼓の達人 ドコドン!ミステリーアドベンチャー』に、作中で使用されている楽曲をメドレーアレンジした楽曲「逆転123裁判メドレー」が収録されている。また、ストーリーモードにゲストキャラクター（仲間モンスター）として成歩堂が登場する。